# Olympische Sommerspiele 2024/Teilnehmer (Japan)
| Gelbes Symbol für Goldmedaillen mit stilisierten Olympischen Ringen | Graues Symbol für Silbermedaillen mit stilisierten Olympischen Ringen | Braundes Symbol für Bronzemedaillen mit stilisierten Olympischen Ringen |
| ------------------------------------------------------------------- | --------------------------------------------------------------------- | ----------------------------------------------------------------------- |
| 20                                                                  | 12                                                                    | 13                                                                      |

Japan nahm an den Olympischen Spielen 2024 vom 26. Juli bis zum 11. August 2024 in Paris teil. Es war die insgesamt 24. Teilnahme an Olympischen Sommerspielen. Als Fahnenträger bei der Eröffnungszeremonie wurden am 1. Juli die Säbelfechterin Misaki Emura und der Breaker B-Boy Shigekix (Shigeyuki Nakarai) ernannt.

## Medaillen

### Medaillenspiegel
| Rang   | Sportart           | Gold | Silber | Bronze | Gesamt |
| ------ | ------------------ | ---- | ------ | ------ | ------ |
| 1      | Ringen             | 8    | 1      | 2      | 11     |
| 2      | Judo               | 3    | 2      | 3      | 8      |
| 3      | Turnen             | 3    | –      | 1      | 4      |
| 4      | Skateboard         | 2    | 2      | –      | 4      |
| 5      | Fechten            | 2    | 1      | 2      | 5      |
| 6      | Leichtathletik     | 1    | –      | –      | 1      |
| 7      | Breaking           | 1    | –      | –      | 1      |
| 8      | Tischtennis        | –    | 1      | 1      | 2      |
| 9      | Moderner Fünfkampf | –    | 1      | –      | 1      |
| 9      | Schwimmen          | –    | 1      | –      | 1      |
| 9      | Segeln             | –    | 1      | –      | 1      |
| 9      | Sportklettern      | –    | 1      | –      | 1      |
| 9      | Wasserspringen     | –    | 1      | –      | 1      |
| 14     | Badminton          | –    | –      | 2      | 2      |
| 15     | Golf               | –    | –      | 1      | 1      |
| 15     | Reiten             | –    | –      | 1      | 1      |
| Gesamt | Gesamt             | 20   | 12     | 13     | 45     |

### Medaillengewinner
| Name/n | Sportart           | Wettkampf                 |
| --- | ------------------ | ------------------------- |
| Gold |                    |                           |
| Natsumi Tsunoda | Judo               | Klasse bis 48 kg          |
| Hifumi Abe | Judo               | Klasse bis 66 kg          |
| Takanori Nagase | Judo               | Klasse bis 81 kg          |
| Coco Yoshizawa | Skateboard         | Street                    |
| Yūto Horigome | Skateboard         | Street                    |
| Kōki Kanō | Fechten            | Degen Einzel              |
| Daiki Hashimoto Kazuma Kaya Shinnosuke Oka Takaaki Sugino Wataru Tanigawa | Turnen             | Mehrkampf Mannschaft      |
| Shinnosuke Oka | Turnen             | Mehrkampf Einzel          |
| Shinnosuke Oka | Turnen             | Mehrkampf Reck            |
| Kyōsuke Matsuyama Kazuki Iimura Takahiro Shikine Yūdai Nagano | Fechten            | Florett Mannschaft        |
| Ken’ichirō Fumita | Ringen             | Klasse bis 60 kg          |
| Akari Fujinami | Ringen             | Klasse bis 53 kg          |
| Tsugumi Sakurai | Ringen             | Klasse bis 57 kg          |
| Sakura Motoki | Ringen             | Klasse bis 62 kg          |
| Yūka Kagami | Ringen             | Klasse bis 76 kg          |
| Rei Higuchi | Ringen             | Klasse bis 57 kg          |
| Kotaro Kiyooka | Ringen             | Klasse bis 65 kg          |
| Nao Kusaka | Ringen             | Klasse bis 77 kg          |
| Haruka Kitaguchi | Leichtathletik     | Speerwurf                 |
| Ami Yuasa | Breaking           | B-Girls                   |
| Silber |                    |                           |
| Liz Akama | Skateboard         | Street                    |
| Kokona Hiraki | Skateboard         | Park                      |
| Tomoyuki Matsushita | Schwimmen          | 400 m Lagen               |
| Sanshiro Murao | Judo               | Klasse bis 90 kg          |
| Kōki Kanō Kazuyasu Minobe Masaru Yamada Akira Komata | Fechten            | Degen Mannschaft          |
| Natsumi Tsunoda Uta Abe Haruka Funakubo Miku Takaichi Saki Niizoe Rika Takayama Akira Sone Ryūju Nagayama Hifumi Abe Sōichi Hashimoto Takanori Nagase Sanshiro Murao Aaron Wolf Tatsuru Saitō | Judo               | Mixed Mannschaft          |
| Rikuto Tamai | Wasserspringen     | Turmspringen 10 m         |
| Hina Hayata Miu Hirano Miwa Harimoto | Tischtennis        | Mannschaft Frauen         |
| Taishu Satō | Moderner Fünfkampf | Moderner Fünfkampf        |
| Sorato Anraku | Sportklettern      | Boulder & Lead            |
| Daichi Takatani | Ringen             | Klasse bis 74 kg          |
| Miho Yoshioka Keiju Okada | Segeln             | Segeln 470er              |
| Bronze |                    |                           |
| Ryūju Nagayama | Judo               | Klasse bis 60 kg          |
| Sōichi Hashimoto | Judo               | Klasse bis 73 kg          |
| Haruka Funakubo | Judo               | Klasse bis 57 kg          |
| Kazuma Tomoto Yoshiaki Ōiwa Ryūzō Kitajima Toshiyuki Tanaka | Reiten             | Vielseitigkeit Mannschaft |
| Sera Azuma Yuka Ueno Karin Miyawaki Komaki Kikuchi | Fechten            | Florett Mannschaft        |
| Hina Hayata | Tischtennis        | Einzel Frauen             |
| Misaki Emura Risa Takashima Shihomi Fukushima Seri Ozaki | Fechten            | Säbel Mannschaft          |
| Shinnosuke Oka | Turnen             | Barren                    |
| Nonoka Ozaki | Ringen             | Klasse bis 68 kg          |
| Yui Susaki | Ringen             | Klasse bis 50 kg          |
| Hideki Matsuyama | Golf               | Golf                      |
| Nami Matsuyama Chiharu Shida | Badminton          | Doppel Frauen             |
| Yuta Watanabe Arisa Higashino | Badminton          | Mixed Doppel              |

## Teilnehmer nach Sportarten

### Badminton
| Athleten                       | Wettbewerb | Gruppenphase                       | Gruppenphase              | Gruppenphase | Gruppenphase | Achtelfinale  | Achtelfinale              | Viertelfinale                        | Viertelfinale            | Halbfinale          | Halbfinale         | Finale / Platz 3       | Finale / Platz 3   | Rang   |
| Athleten                       | Wettbewerb | Gegner                             | Ergebnis                  | Punkte       | Rang         | Gegner        | Ergebnis                  | Gegner                               | Ergebnis                 | Gegner              | Ergebnis           | Gegner                 | Ergebnis           | Rang   |
| ------------------------------ | ---------- | ---------------------------------- | ------------------------- | ------------ | ------------ | ------------- | ------------------------- | ------------------------------------ | ------------------------ | ------------------- | ------------------ | ---------------------- | ------------------ | ------ |
| Frauen                         |            |                                    |                           |              |              |               |                           |                                      |                          |                     |                    |                        |                    |        |
| Akane Yamaguchi                | Einzel     | Thet H. T.                         | 2:0 (21:12, 21:10)        | 2            | 1            | S. Kathethong | 2:0 (21:6, 21:13)         | An S.-y.                             | 1:2 (21:15, 17:21, 8:21) | ausgeschieden       | ausgeschieden      | ausgeschieden          | ausgeschieden      | 5      |
| Akane Yamaguchi                | Einzel     | M. Li                              | 2:1 (22:24, 21:17, 21:12) | 2            | 1            | S. Kathethong | 2:0 (21:6, 21:13)         | An S.-y.                             | 1:2 (21:15, 17:21, 8:21) | ausgeschieden       | ausgeschieden      | ausgeschieden          | ausgeschieden      | 5      |
| Aya Ōhori                      | Einzel     | N. Arın                            | 2:0 (21:9, 21:7)          | 2            | 1            | Yeo J. M.     | 2:1 (11:21, 21:14, 24:22) | C. Marín                             | 0:2 (13:21, 14:21)       | ausgeschieden       | ausgeschieden      | ausgeschieden          | ausgeschieden      | 5      |
| Aya Ōhori                      | Einzel     | I. Castillo                        | 2:0 (21:12, 21:8)         | 2            | 1            | Yeo J. M.     | 2:1 (11:21, 21:14, 24:22) | C. Marín                             | 0:2 (13:21, 14:21)       | ausgeschieden       | ausgeschieden      | ausgeschieden          | ausgeschieden      | 5      |
| Nami Matsuyama Chiharu Shida   | Doppel     | S. Mapasa / A. Yu                  | 2:0 (21:18, 21:14)        | 2            | 2            | —             | —                         | M. Fruergaard / S. Thygesen          | 2:0 (21:7, 21:12)        | Liu S. / Tang N.    | 0:2 (16:21, 19:21) | Tan K. L. / M. Thinaah | 2:0 (21:11, 21:11) | Bronze |
| Nami Matsuyama Chiharu Shida   | Doppel     | T. Crasto / A. Ponnappa            | 2:0 (21:11, 21:12)        | 2            | 2            | —             | —                         | M. Fruergaard / S. Thygesen          | 2:0 (21:7, 21:12)        | Liu S. / Tang N.    | 0:2 (16:21, 19:21) | Tan K. L. / M. Thinaah | 2:0 (21:11, 21:11) | Bronze |
| Nami Matsuyama Chiharu Shida   | Doppel     | Kim S.-y. / Kong H.-y.             | 0:2 (22:24, 24:26)        | 2            | 2            | —             | —                         | M. Fruergaard / S. Thygesen          | 2:0 (21:7, 21:12)        | Liu S. / Tang N.    | 0:2 (16:21, 19:21) | Tan K. L. / M. Thinaah | 2:0 (21:11, 21:11) | Bronze |
| Mayu Matsumoto Wakana Nagahara | Doppel     | A. Rahayu / S. F. Silva Ramadhanti | 2:0 (24:22, 21:15)        | 1            | 3            | —             | —                         | ausgeschieden                        | ausgeschieden            | ausgeschieden       | ausgeschieden      | ausgeschieden          | ausgeschieden      | 9      |
| Mayu Matsumoto Wakana Nagahara | Doppel     | P. Tan / Thinaah M.                | 1:2 (21:18, 15:21, 16:21) | 1            | 3            | —             | —                         | ausgeschieden                        | ausgeschieden            | ausgeschieden       | ausgeschieden      | ausgeschieden          | ausgeschieden      | 9      |
| Mayu Matsumoto Wakana Nagahara | Doppel     | Chen Q. / Jia Y.                   | 0:2 (16:21, 15:21)        | 1            | 3            | —             | —                         | ausgeschieden                        | ausgeschieden            | ausgeschieden       | ausgeschieden      | ausgeschieden          | ausgeschieden      | 9      |
| Männer                         |            |                                    |                           |              |              |               |                           |                                      |                          |                     |                    |                        |                    |        |
| Kodai Naraoka                  | Einzel     | Y. Coelho                          | 2:0 (21:16, 21:19)        | 2            | 1            | Chou T.-c.    | 0:2 (12:21, 16:21)        | ausgeschieden                        | ausgeschieden            | ausgeschieden       | ausgeschieden      | ausgeschieden          | ausgeschieden      | 9      |
| Kodai Naraoka                  | Einzel     | Jeon H.-j.                         | 2:0 (21:10, 21:16)        | 2            | 1            | Chou T.-c.    | 0:2 (12:21, 16:21)        | ausgeschieden                        | ausgeschieden            | ausgeschieden       | ausgeschieden      | ausgeschieden          | ausgeschieden      | 9      |
| Kenta Nishimoto                | Einzel     | D. Panarin                         | 2:0 (21:5, 21:11)         | 2            | 1            | T. Vitidsarn  | 1:2 (21:16, 14:21, 12:21) | ausgeschieden                        | ausgeschieden            | ausgeschieden       | ausgeschieden      | ausgeschieden          | ausgeschieden      | 9      |
| Kenta Nishimoto                | Einzel     | B. Yang                            | 2:0 (21:14, 21:18)        | 2            | 1            | T. Vitidsarn  | 1:2 (21:16, 14:21, 12:21) | ausgeschieden                        | ausgeschieden            | ausgeschieden       | ausgeschieden      | ausgeschieden          | ausgeschieden      | 9      |
| Takurō Hoki Yugo Kobayashi     | Doppel     | Lee Y. / Wang C.-l.                | 0:2 (16:21, 10:21)        | 1            | 4            | —             | —                         | ausgeschieden                        | ausgeschieden            | ausgeschieden       | ausgeschieden      | ausgeschieden          | ausgeschieden      | 13     |
| Takurō Hoki Yugo Kobayashi     | Doppel     | Liu Y. / Ou X.                     | 0:2 (20:22, 18:21)        | 1            | 4            | —             | —                         | ausgeschieden                        | ausgeschieden            | ausgeschieden       | ausgeschieden      | ausgeschieden          | ausgeschieden      | 13     |
| Takurō Hoki Yugo Kobayashi     | Doppel     | Vinson Chiu / J. Yuan              | 2:0 (21:11, 21:12)        | 1            | 4            | —             | —                         | ausgeschieden                        | ausgeschieden            | ausgeschieden       | ausgeschieden      | ausgeschieden          | ausgeschieden      | 13     |
| Takurō Hoki Yugo Kobayashi     | Doppel     | K. Astrup / A. Skaarup Rasmussen   | 0:2 (19:21, 20:22)        | 1            | 4            | —             | —                         | ausgeschieden                        | ausgeschieden            | ausgeschieden       | ausgeschieden      | ausgeschieden          | ausgeschieden      | 13     |
| Mixed                          |            |                                    |                           |              |              |               |                           |                                      |                          |                     |                    |                        |                    |        |
| Yuta Watanabe Arisa Higashino  | Doppel     | M. Christiansen / A. Bøje          | w.o.                      | 2            | 1            | —             | —                         | D. Puaravranukroh / S. Taerattanchai | 2:0 (23:21, 21:14)       | Zheng S. / Huang Y. | 0:2 (14:21, 15:21) | Seo S.-j. / Chae Y.-j. | 2:0 (21:13, 22:20) | Bronze |
| Yuta Watanabe Arisa Higashino  | Doppel     | Ye H.-w. / Lee C.-h.               | 2:0 (21:14, 21:13)        | 2            | 1            | —             | —                         | D. Puaravranukroh / S. Taerattanchai | 2:0 (23:21, 21:14)       | Zheng S. / Huang Y. | 0:2 (14:21, 15:21) | Seo S.-j. / Chae Y.-j. | 2:0 (21:13, 22:20) | Bronze |
| Yuta Watanabe Arisa Higashino  | Doppel     | Tang C. M. / Tse Y. S.             | 2:1 (21:17, 14:21, 21:14) | 2            | 1            | —             | —                         | D. Puaravranukroh / S. Taerattanchai | 2:0 (23:21, 21:14)       | Zheng S. / Huang Y. | 0:2 (14:21, 15:21) | Seo S.-j. / Chae Y.-j. | 2:0 (21:13, 22:20) | Bronze |

### Basketball

#### Basketball
Die japanische Basketballnationalmannschaft der Männer konnte sich als bestes Team Asiens bei den FIBA Weltmeisterschaften 2023 für die Olympischen Sommerspiele 2024 qualifizieren. Sie nahm zum achten Mal an Olympischen Spielen teil. Die japanische Basketballnationalmannschaft der Damen erlangte über ein Qualifikationsturnier die Teilnahme an den Sommerspielen.
| Wettbewerb    | Frauen | Männer |
| ------------- | --- | --- |
| Athleten      | Himawari Akaho Saki Hayashi Rui Machida Evelyn Mawuli Saori Miyazaki Yuki Miyazawa Asami Yoshida Nako Motohashi Mai Yamamoto Stephanie Mawuli Maki Takada Nanaka Todo | Yūdai Baba Akira Jacobs Rui Hachimura Yuki Kawamura Makoto Hiejima Kosuke Kanamaru Kai Toews Josh Hawkins Yūki Togashi Keisei Tominaga Hugh Watanabe Yūta Watanabe Hirotaka Yoshii |
| Trainer       | Toru Ontsuka | Tom Hovasse |
| Gruppenphase  | Vereinigte Staaten (76:102) Deutschland (64:75) Belgien (58:85) | Deutschland (77:97) Frankreich (90:94) Brasilien (84:102) |
| Viertelfinale | ausgeschieden | ausgeschieden |
| Halbfinale    | ausgeschieden | ausgeschieden |
| Finale        | ausgeschieden | ausgeschieden |
| Rang          | 12. Platz | 11. Platz |

### Beachvolleyball
Über das AVC Continental Cup Final in Ningbo qualifizierte sich ein japanisches Duo bei den Frauen für die Olympischen Spiele.
| Athleten                  | Gruppenphase           | Gruppenphase       | Gruppenphase | Gruppenphase | Achtelfinale        | Achtelfinale       | Viertelfinale | Viertelfinale | Halbfinale    | Halbfinale    | Finale / Platz 3 | Finale / Platz 3 | Rang |
| Athleten                  | Gegner                 | Ergebnis           | Punkte       | Rang         | Gegner              | Ergebnis           | Gegner        | Ergebnis      | Gegner        | Ergebnis      | Gegner           | Ergebnis         | Rang |
| ------------------------- | ---------------------- | ------------------ | ------------ | ------------ | ------------------- | ------------------ | ------------- | ------------- | ------------- | ------------- | ---------------- | ---------------- | ---- |
| Frauen                    |                        |                    |              |              |                     |                    |               |               |               |               |                  |                  |      |
| Miki Ishii Akiko Hasegawa | Carol / Barbara        | 0:2 (12:21, 19:21) | 4            | 3            | Ana Patrícia / Duda | 0:2 (15:21, 16:21) | ausgeschieden | ausgeschieden | ausgeschieden | ausgeschieden | ausgeschieden    | ausgeschieden    | 9    |
| Miki Ishii Akiko Hasegawa | Schoon / Stam          | 0:2 (16:21, 14:21) | 4            | 3            | Ana Patrícia / Duda | 0:2 (15:21, 16:21) | ausgeschieden | ausgeschieden | ausgeschieden | ausgeschieden | ausgeschieden    | ausgeschieden    | 9    |
| Miki Ishii Akiko Hasegawa | Paulikienė / Raupelytė | 2:0 (21:11, 21:5)  | 4            | 3            | Ana Patrícia / Duda | 0:2 (15:21, 16:21) | ausgeschieden | ausgeschieden | ausgeschieden | ausgeschieden | ausgeschieden    | ausgeschieden    | 9    |

### Bogenschießen
Noda, Furukawa, Saito und Nakanishi konnten sich durch Bronzemedaillen im Frauen-Einzel- bzw. im Männer-Mannschaftswettbewerb bei den Weltmeisterschaften 2023 in Berlin qualifizieren.
| Athleten                                       | Wettbewerb | Qualifikation | Qualifikation | 1. Runde     | 1. Runde | 2. Runde      | 2. Runde      | Achtelfinale  | Achtelfinale  | Viertelfinale      | Viertelfinale | Halbfinale    | Halbfinale    | Finale / Platz 3 | Finale / Platz 3 | Rang |
| Athleten                                       | Wettbewerb | Ringe         | Rang          | Gegner       | Ergebnis | Gegner        | Ergebnis      | Gegner        | Ergebnis      | Gegner             | Ergebnis      | Gegner        | Ergebnis      | Gegner           | Ergebnis         | Rang |
| ---------------------------------------------- | ---------- | ------------- | ------------- | ------------ | -------- | ------------- | ------------- | ------------- | ------------- | ------------------ | ------------- | ------------- | ------------- | ---------------- | ---------------- | ---- |
| Frauen                                         |            |               |               |              |          |               |               |               |               |                    |               |               |               |                  |                  |      |
| Satsuki Noda                                   | Einzel     | 666           | 12            | Chiu Y.-c.   | 6:0      | C. Lopez      | 6:2           | E. B. Gökkır  | 4:6           | ausgeschieden      | ausgeschieden | ausgeschieden | ausgeschieden | ausgeschieden    | ausgeschieden    | 9    |
| Männer                                         |            |               |               |              |          |               |               |               |               |                    |               |               |               |                  |                  |      |
| Takaharu Furukawa                              | Einzel     | 659           | 35            | J. Nakanishi | 4:6      | ausgeschieden | ausgeschieden | ausgeschieden | ausgeschieden | ausgeschieden      | ausgeschieden | ausgeschieden | ausgeschieden | ausgeschieden    | ausgeschieden    | 33   |
| Fumiya Saito                                   | Einzel     | 650           | 49            | N. D’Amour   | 6:4      | M. D’Almeida  | 1:7           | ausgeschieden | ausgeschieden | ausgeschieden      | ausgeschieden | ausgeschieden | ausgeschieden | ausgeschieden    | ausgeschieden    | 17   |
| Junya Nakanishi                                | Einzel     | 663           | 30            | T. Furukawa  | 6:4      | F. Unruh      | 4:6           | ausgeschieden | ausgeschieden | ausgeschieden      | ausgeschieden | ausgeschieden | ausgeschieden | ausgeschieden    | ausgeschieden    | 17   |
| Takaharu Furukawa Fumiya Saito Junya Nakanishi | Mannschaft | 1972          | 8             | —            | —        | —             | —             | Mexiko        | 5:1           | Südkorea           | 0:6           | ausgeschieden | ausgeschieden | ausgeschieden    | ausgeschieden    | 5    |
| Mixed                                          |            |               |               |              |          |               |               |               |               |                    |               |               |               |                  |                  |      |
| Satsuki Noda Junya Nakanishi                   | Mannschaft | 1329          | 11            | —            | —        | —             | —             | Türkei        | 5:4           | Vereinigte Staaten | 3:5           | ausgeschieden | ausgeschieden | ausgeschieden    | ausgeschieden    | 5    |

### Boxen
Shudai Harada und Sewon Okazawa qualifizierten sich durch ihre Leistungen bei den Asienspielen 2023 für die Olympischen Spiele 2023.
| Athleten      | Wettbewerb       | 1. Runde    | 1. Runde | Achtelfinale | Achtelfinale | Viertelfinale | Viertelfinale | Halbfinale    | Halbfinale    | Finale        | Finale        | Rang |
| Athleten      | Wettbewerb       | Gegner      | Ergebnis | Gegner       | Ergebnis     | Gegner        | Ergebnis      | Gegner        | Ergebnis      | Gegner        | Ergebnis      | Rang |
| ------------- | ---------------- | ----------- | -------- | ------------ | ------------ | ------------- | ------------- | ------------- | ------------- | ------------- | ------------- | ---- |
| Männer        |                  |             |          |              |              |               |               |               |               |               |               |      |
| Shudai Harada | Klasse bis 57 kg | Y. González | 5:0      | J. Ibáñez    | 0:5          | ausgeschieden | ausgeschieden | ausgeschieden | ausgeschieden | ausgeschieden | ausgeschieden | 5    |
| Sewon Okazawa | Klasse bis 71 kg | Freilos     | Freilos  | Z. Iashaish  | 2:3          | ausgeschieden | ausgeschieden | ausgeschieden | ausgeschieden | ausgeschieden | ausgeschieden | 9    |

### Breaking
Durch den ersten Platz bei den Asienspielen 2023 konnte sich Shigeyuki Nakarai (Shigekix) die Teilnahme an den Olympischen Spielen sichern. Über die olympische Qualifikationsserie kamen drei weitere Athleten hinzu.
| Athleten                     | Wettbewerb | Qualifikation | Qualifikation | Viertelfinale     | Viertelfinale | Halbfinale         | Halbfinale    | Finale / Platz 3   | Finale / Platz 3 | Rang |
| Athleten                     | Wettbewerb | Punkte        | Rang          | Gegner            | Ergebnis      | Gegner             | Ergebnis      | Gegner             | Ergebnis         | Rang |
| ---------------------------- | ---------- | ------------- | ------------- | ----------------- | ------------- | ------------------ | ------------- | ------------------ | ---------------- | ---- |
| Frauen                       |            |               |               |                   |               |                    |               |                    |                  |      |
| Ami Yuasa (Ami)              | B-Girls    | 6             | 1             | S. Dembélé Syssy  | 3:0           | I. Sardjoe India   | 2:1           | D. Banevič Nicka   | 3:0              | Gold |
| Ayumi Fukushima (Ayumi)      | B-Girls    | 4             | 2             | I. Sardjoe India  | 1:2           | ausgeschieden      | ausgeschieden | ausgeschieden      | ausgeschieden    | 5    |
| Männer                       |            |               |               |                   |               |                    |               |                    |                  |      |
| Shigeyuki Nakarai (Shigekix) | B-Boys     | 4             | 2             | M. van Gorp Menno | 3:0           | P. Kim Phil Wizard | 0:3           | V. Montalvo Victor | 0:3              | 4    |
| Hiroto Ono (Hiro10)          | B-Boys     | 0             | 4             | ausgeschieden     | ausgeschieden | ausgeschieden      | ausgeschieden | ausgeschieden      | ausgeschieden    | 14   |

### Fechten
Die japanischen Degen- und Florett-Männermannschaften sowie die Florett- und Säbel-Frauenmannschaften qualifizierten sich für Paris. Außerdem konnten Miho Yoshimura und Kento Yoshida sich durch ihr weltweites Ranking qualifizieren.
| Athleten                                                      | Wettbewerb         | 1. Runde     | 1. Runde | 2. Runde        | 2. Runde | Achtelfinale  | Achtelfinale  | Viertelfinale | Viertelfinale | Halbfinale / Klassifikation | Halbfinale / Klassifikation | Finale / Platzierung | Finale / Platzierung | Rang   |
| Athleten                                                      | Wettbewerb         | Gegner       | Ergebnis | Gegner          | Ergebnis | Gegner        | Ergebnis      | Gegner        | Ergebnis      | Gegner                      | Ergebnis                    | Gegner               | Ergebnis             | Rang   |
| ------------------------------------------------------------- | ------------------ | ------------ | -------- | --------------- | -------- | ------------- | ------------- | ------------- | ------------- | --------------------------- | --------------------------- | -------------------- | -------------------- | ------ |
| Frauen                                                        |                    |              |          |                 |          |               |               |               |               |                             |                             |                      |                      |        |
| Miho Yoshimura                                                | Degen Einzel       | T. Uwihoreye | 15:7     | Sun Y.          | 14:13    | W. Charkowa   | 10:15         | ausgeschieden | ausgeschieden | ausgeschieden               | ausgeschieden               | ausgeschieden        | ausgeschieden        | 16     |
| Sera Azuma                                                    | Florett Einzel     | Freilos      | Freilos  | D. Chan         | 14:15    | ausgeschieden | ausgeschieden | ausgeschieden | ausgeschieden | ausgeschieden               | ausgeschieden               | ausgeschieden        | ausgeschieden        | 19     |
| Yuka Ueno                                                     | Florett Einzel     | Freilos      | Freilos  | M. Călugăreanu  | 13:15    | ausgeschieden | ausgeschieden | ausgeschieden | ausgeschieden | ausgeschieden               | ausgeschieden               | ausgeschieden        | ausgeschieden        | 20     |
| Karin Miyawaki                                                | Florett Einzel     | Freilos      | Freilos  | É. Lacheray     | 10:15    | ausgeschieden | ausgeschieden | ausgeschieden | ausgeschieden | ausgeschieden               | ausgeschieden               | ausgeschieden        | ausgeschieden        | 22     |
| Sera Azuma Yuka Ueno Karin Miyawaki Komaki Kikuchi            | Florett Mannschaft | —            | —        | —               | —        | —             | —             | Polen         | 45:30         | Italien                     | 39:45                       | Kanada               | 33:32                | Bronze |
| Misaki Emura                                                  | Säbel Einzel       | Freilos      | Freilos  | O. Krawazka     | 15:14    | Choi S.-b.    | 7:15          | ausgeschieden | ausgeschieden | ausgeschieden               | ausgeschieden               | ausgeschieden        | ausgeschieden        | 9      |
| Risa Takashima                                                | Säbel Einzel       | Freilos      | Freilos  | J. Iliewa       | 10:15    | ausgeschieden | ausgeschieden | ausgeschieden | ausgeschieden | ausgeschieden               | ausgeschieden               | ausgeschieden        | ausgeschieden        | 27     |
| Shihomi Fukushima                                             | Säbel Einzel       | Freilos      | Freilos  | O. Charlan      | 9:15     | ausgeschieden | ausgeschieden | ausgeschieden | ausgeschieden | ausgeschieden               | ausgeschieden               | ausgeschieden        | ausgeschieden        | 29     |
| Misaki Emura Risa Takashima Shihomi Fukushima Seri Ozaki      | Säbel Mannschaft   | —            | —        | —               | —        | —             | —             | Ungarn        | 45:37         | Ukraine                     | 32:45                       | Frankreich           | 45:40                | Bronze |
| Männer                                                        |                    |              |          |                 |          |               |               |               |               |                             |                             |                      |                      |        |
| Kōki Kanō                                                     | Degen Einzel       | Freilos      | Freilos  | Kim J.-w.       | 14:12    | Wang Z.       | 15:4          | R. Kurbanow   | 15:6          | T. Andrásfi                 | 14:13                       | Y. Borel             | 15:9                 | Gold   |
| Kazuyasu Minobe                                               | Degen Einzel       | Freilos      | Freilos  | M. Yasseen      | 9:8      | Y. Borel      | 11:15         | ausgeschieden | ausgeschieden | ausgeschieden               | ausgeschieden               | ausgeschieden        | ausgeschieden        | 12     |
| Masaru Yamada                                                 | Degen Einzel       | Freilos      | Freilos  | Ho W. H.        | 15:9     | D. de Veroli  | 15:11         | Y. Borel      | 11:12         | ausgeschieden               | ausgeschieden               | ausgeschieden        | ausgeschieden        | 7      |
| Kōki Kanō Kazuyasu Minobe Masaru Yamada Akira Komata          | Degen Mannschaft   | —            | —        | —               | —        | —             | —             | Venezuela     | 43:38         | Tschechien                  | 45:37                       | Ungarn               | 25:26                | Silber |
| Kyōsuke Matsuyama                                             | Florett Einzel     | Freilos      | Freilos  | J. Mertine      | 15:6     | F. Macchi     | 11:15         | ausgeschieden | ausgeschieden | ausgeschieden               | ausgeschieden               | ausgeschieden        | ausgeschieden        | 10     |
| Kazuki Iimura                                                 | Florett Einzel     | Freilos      | Freilos  | A. Abouelkassem | 15:8     | A. Massialas  | 15:8          | M. Pauty      | 15:14         | Cheung K. L.                | 11:15                       | N. Itkin             | 12:15                | 4      |
| Takahiro Shikine                                              | Florett Einzel     | Freilos      | Freilos  | M. Pauty        | 9:15     | ausgeschieden | ausgeschieden | ausgeschieden | ausgeschieden | ausgeschieden               | ausgeschieden               | ausgeschieden        | ausgeschieden        | 18     |
| Kyōsuke Matsuyama Kazuki Iimura Takahiro Shikine Yūdai Nagano | Florett Mannschaft | —            | —        | —               | —        | —             | —             | Kanada        | 45:26         | Frankreich                  | 45:37                       | Italien              | 45:36                | Gold   |
| Kento Yoshida                                                 | Säbel Einzel       | Freilos      | Freilos  | A. Pakdaman     | 11:15    | ausgeschieden | ausgeschieden | ausgeschieden | ausgeschieden | ausgeschieden               | ausgeschieden               | ausgeschieden        | ausgeschieden        | 23     |

### Fußball
Die japanische Frauenfußballnationalmannschaft besiegte Nordkorea im Februar 2024 bei einem asiatischen Qualifikationsspiel für die Olympischen Sommerspiele 2024 und sicherte sich so die Teilnahme.
| Wettbewerb      | Frauen | Männer |
| --------------- | --- | --- |
| Athleten        | Aoba Fujino (2/1) Maika Hamano (3/1) Yui Hasegawa (4/0) Honoka Hayashi (2/0) Chika Hirao (0/0) Hikaru Kitagawa (2/1) Tōko Koga (3/0) Saki Kumagai (4/1) Moeka Minami (3/0) Hinata Miyazawa (4/0) Fūka Nagano (4/0) Kiko Seike (4/0) Risa Shimizu (1/0) Hana Takahashi (4/0) Mina Tanaka (3/1) Momoko Tanikawa (2/0) Riko Ueki (3/0) Ayaka Yamashita (4/0) | Ryōtarō Araki (4/0) Shōta Fujio (4/2) Joel Chima Fujita (4/0) Yū Hirakawa (1/0) Mao Hosoya (4/1) Sōta Kawasaki (3/0) Seiji Kimura (3/0) Leo Kokubo (4/0) Shunsuke Mito (4/2) Ryūya Nishio (1/0) Taishi Brandon Nozawa (0/0) Ayumu Ōhata (2/0) Kōki Saitō (3/0) Kein Satō (4/0) Hiroki Sekine (3/0) Kaito Suzuki (1/0) Kōta Takai (3/0) Rihito Yamamoto (4/2) |
| Trainer         | Futoshi Ikeda | Gō Ōiwa |
| P-Akkreditierte | Remina Chiba (4/0) Rion Ishikawa (1/0) Miyabi Moriya (4/0) Shū Ohba (0/0) | Masato Sasaki Takashi Uchino (1/0) Asahi Uenaka (2/0) Fūki Yamada (3/0) |
| Gruppenphase    | Spanien (1:2) Brasilien (2:1) Nigeria (3:1) | Paraguay (5:0) Mali (1:0) Israel (1:0) |
| Viertelfinale   | Vereinigte Staaten (0:1 n. V.) | Spanien (0:3) |
| Halbfinale      | ausgeschieden | ausgeschieden |
| Finale          | ausgeschieden | ausgeschieden |
| Rang            | 5 | 5 |

### Gewichtheben
Mit Abschluss der Qualifikationsperiode konnten sich drei japanische Gewichtheber einen Startplatz für die Spiele sichern.
| Athleten          | Wettbewerb         | Reißen  | Reißen | Stoßen  | Stoßen | Zweikampf | Zweikampf | Rang |
| Athleten          | Wettbewerb         | Gewicht | Rang   | Gewicht | Rang   | Gewicht   | Rang      | Rang |
| ----------------- | ------------------ | ------- | ------ | ------- | ------ | --------- | --------- | ---- |
| Frauen            |                    |         |        |         |        |           |           |      |
| Rira Suzuki       | Klasse bis 49 kg   | 83 kg   | 8      | 108 kg  | 6      | 191 kg    | 8         | 8    |
| Männer            |                    |         |        |         |        |           |           |      |
| Masanori Miyamoto | Klasse bis 73 kg   | 151 kg  | 6      | 187 kg  | 6      | 338 kg    | 6         | 6    |
| Eishiro Murakami  | Klasse über 102 kg | 180 kg  | 10     | 220 kg  | 10     | 400 kg    | 10        | 10   |

### Golf
Über das Olympic Golf Ranking der IGF qualifizierten sich vier japanische Golfer für die Olympischen Spiele.
| Athleten         | Runde 1 | Runde 2 | Runde 3 | Runde 4 | Gesamt | Par | Rang   |
| ---------------- | ------- | ------- | ------- | ------- | ------ | --- | ------ |
| Frauen           |         |         |         |         |        |     |        |
| Yuka Sasō        | 77      | 74      | 72      | 82      | 305    | +17 | 54     |
| Miyū Yamashita   | 71      | 70      | 68      | 73      | 282    | −6  | 4      |
| Männer           |         |         |         |         |        |     |        |
| Hideki Matsuyama | 63      | 68      | 71      | 65      | 267    | −17 | Bronze |
| Keita Nakajima   | 70      | 70      | 73      | 74      | 287    | +3  | 49     |

### Handball
Das japanische Handballteam der Männer qualifizierte sich durch die Goldmedaille bei den Asienspielen.
| Wettbewerb    | Männer |
| ------------- | --- |
| Athleten      | Naoki Sugioka (5 Spiele, 15 Tore) Kōsuke Yasuhira (5 Spiele, 30 Tore) Adam Yuki Baig (5 Spiele, 11 Tore) Shinnosuke Tokuda (5 Spiele, 8 Tore) Jin Watanabe (5 Spiele, 8 Tore) Hiroyasu Tamakawa (5 Spiele, 4 Tore) Hiroki Motoki (5 Spiele, 14 Tore) Tatsuki Yoshino (5 Spiele, 5 Tore) Naoki Fujisaka (5 Spiele, 25 Tore) Tomoya Sakurai (5 Spiele, 4 Tore) Sōta Takano (5 Spiele, 1 Tor) Shūichi Yoshida (5 Spiele, 18 Tore) Takumi Nakamura (5 Spiele, 19 Paraden) Daisuke Okamoto (5 Spiele, 31 Paraden) |
| Trainer       | Antonio Carlos Ortega |
| Gruppenphase  | Kroatien (29:30) Deutschland (26:37) Spanien (33:37) Slowenien (28:29) Schweden (27:40) |
| Viertelfinale | ausgeschieden |
| Halbfinale    | ausgeschieden |
| Finale        | ausgeschieden |
| Rang          | 11. Platz |

### Hockey
Die japanische Hockey-Frauennationalmannschaft erkämpfte sich die Teilnahme an den Olympischen Sommerspielen durch den dritten Platz bei einem Qualifikationsturnier.
| Wettbewerb    | Frauen |
| ------------- | --- |
| Athleten      | Eika Nakamura Rika Ogawa Yu Asai Kana Urata Yuri Nagai Hazuki Nagai Shihori Oikawa Miyu Suzuki Miki Kozuka Amiru Shimada Saki Tanaka Shiho Kobayakawa Kanon Mori Mai Toriyama Sakurako Omoto Miyu Hasegawa Chiko Fujibayashi Akio Tanaka Rui Takashima |
| Trainer       | Jude Menezes |
| Gruppenphase  | Deutschland (0:2) China (0:5) Belgien (0:3) Frankreich (1:0) Niederlande (1:5) |
| Viertelfinale | ausgeschieden |
| Halbfinale    | ausgeschieden |
| Finale        | ausgeschieden |
| Rang          | 10 |

### Judo
Über die IJF-Weltrangliste konnten sich japanische Judokas in allen 14 Gewichtsklassen qualifizieren. Durch die Qualifikation in den entsprechenden Gewichtsklassen konnte auch ein Mixed-Team an den Start gehen.
| Athleten | Wettbewerb         | 1. Runde           | 1. Runde | 2. Runde      | 2. Runde | Achtelfinale    | Achtelfinale | Viertelfinale  | Viertelfinale | Halbfinale / Trostrunde | Halbfinale / Trostrunde | Finale / Platz 3  | Finale / Platz 3 | Rang   |
| Athleten | Wettbewerb         | Gegner             | Ergebnis | Gegner        | Ergebnis | Gegner          | Ergebnis     | Gegner         | Ergebnis      | Gegner                  | Ergebnis                | Gegner            | Ergebnis         | Rang   |
| --- | ------------------ | ------------------ | -------- | ------------- | -------- | --------------- | ------------ | -------------- | ------------- | ----------------------- | ----------------------- | ----------------- | ---------------- | ------ |
| Frauen |                    |                    |          |               |          |                 |              |                |               |                         |                         |                   |                  |        |
| Natsumi Tsunoda | Klasse bis 48 kg   | N. Ferreira        | 11:0     | —             | —        | G. Whitebooi    | 11:0         | S. Boukli      | 10:0          | T. Babulfath            | 10s2:0s3                | B. Baasanchüü     | 1s1:0s2          | Gold   |
| Uta Abe | Klasse bis 52 kg   | K. Deguchi         | 10:0     | —             | —        | D. Keldiyorova  | 1s1:10s2     | ausgeschieden  | ausgeschieden | ausgeschieden           | ausgeschieden           | ausgeschieden     | ausgeschieden    | 9      |
| Haruka Funakubo | Klasse bis 57 kg   | V. Toniolo         | 1:0s2    | —             | —        | D. Bilodid      | 10s1:0s3     | S. L. Cysique  | 0:10          | M. Perišić              | 10s1:0s1                | R. Silva          | 10s2:0s4         | Bronze |
| Miku Takaichi | Klasse bis 63 kg   | M. del Toro        | 10:0s1   | —             | —        | K. Krišto       | 0s2:1s2      | ausgeschieden  | ausgeschieden | ausgeschieden           | ausgeschieden           | ausgeschieden     | ausgeschieden    | 9      |
| Saki Niizoe | Klasse bis 70 kg   | Freilos            | Freilos  | —             | —        | G. Matniyazova  | 10:0         | S. van Dijke   | 0:1           | A. Tsunoda              | 0:10                    | ausgeschieden     | ausgeschieden    | 7      |
| Rika Takayama | Klasse bis 78 kg   | Freilos            | Freilos  | —             | —        | I. Qurbonboyeva | 10:0         | A.-M. Wagner   | 0:10          | G. Steenhuis            | 10:0                    | P. Sampaio        | 0:10             | 5      |
| Akira Sone | Klasse über 78 kg  | R. A. Soppi Mbella | 10:0     | —             | —        | Xu S.           | 1:0          | K. Özdemir     | 0:1           | M. Žabić                | DNS                     | ausgeschieden     | ausgeschieden    | 7      |
| Männer |                    |                    |          |               |          |                 |              |                |               |                         |                         |                   |                  |        |
| Ryūju Nagayama | Klasse bis 60 kg   | Freilos            | Freilos  | —             | —        | M. Augusto      | 10s1:0s3     | F. Garrigós    | 0:10          | Yang Y.-w.              | 1s2:0s1                 | S. Yıldız         | 10s1:0           | Bronze |
| Hifumi Abe | Klasse bis 66 kg   | Freilos            | Freilos  | —             | —        | B. Pongrácz     | 10:0         | N. Emomali     | 10:0          | D. Vieru                | 1s1:0s2                 | W. Lima           | 10:0s1           | Gold   |
| Soichi Hashimoto | Klasse bis 73 kg   | Freilos            | Freilos  | —             | —        | M. Christow     | 1s1:0        | J.-B. Gaba     | 0s3:10s1      | B. Erdenebajar          | 10:0s4                  | A. Gjakova        | 1s2:0s2          | Bronze |
| Takanori Nagase | Klasse bis 81 kg   | Freilos            | Freilos  | A. Aprahamian | 10:0     | V. Albayrak     | 1s1:0s1      | M. Casse       | 1s1:0s1       | A. Esposito             | 10:0                    | T. Grigalaschwili | 11s1:0s1         | Gold   |
| Sanshiro Murao | Klasse bis 90 kg   | Freilos            | Freilos  | —             | —        | K. Kaljulaid    | 10:0         | A. Grigorian   | 10:0          | M.-G. Ngayap Hambou     | 10:0                    | L. Bekauri        | 1:10             | Silber |
| Aaron Wolf | Klasse bis 100 kg  | A. Fara            | 10:0     | —             | —        | J. Fonseca      | 10:0         | I. Sulamanidse | 0:1           | N. Sherazadishvili      | 0:10                    | ausgeschieden     | ausgeschieden    | 7      |
| Tatsuru Saitō | Klasse über 100 kg | Freilos            | Freilos  | L. Krpálek    | 10:0     | —               | —            | A. Granda      | 1:0           | Kim M.-j.               | 0:10                    | A. Yusupov        | 0:11             | 5      |
| Mixed |                    |                    |          |               |          |                 |              |                |               |                         |                         |                   |                  |        |
| Natsumi Tsunoda Uta Abe Haruka Funakubo Miku Takaichi Saki Niizoe Rika Takayama Akira Sone Ryūju Nagayama Hifumi Abe Soichi Hashimoto Takanori Nagase Sanshiro Murao Aaron Wolf Tatsuru Saitō | Mixed Team         | Freilos            | Freilos  | —             | —        | Spanien         | 4:3          | Serbien        | 4:1           | Deutschland             | 4:0                     | Frankreich        | 3:4              | Silber |

### Kanu

#### Kanuslalom
| Athleten       | Wettbewerb | Vorlauf  | Vorlauf | Halbfinale    | Halbfinale    | Finale        | Finale        | Rang |
| Athleten       | Wettbewerb | Zeit     | Rang    | Zeit          | Rang          | Zeit          | Rang          | Rang |
| -------------- | ---------- | -------- | ------- | ------------- | ------------- | ------------- | ------------- | ---- |
| Frauen         |            |          |         |               |               |               |               |      |
| Haruka Okazaki | C1         | 122,50   | 20      | ausgeschieden | ausgeschieden | ausgeschieden | ausgeschieden | 20   |
| Aki Yazawa     | K1         | 106,01 s | 21      | 114,50 s      | 17            | ausgeschieden | ausgeschieden | 17   |
| Männer         |            |          |         |               |               |               |               |      |
| Takuya Haneda  | C1         | 96,82 s  | 13      | 107,11 s      | 13            | ausgeschieden | ausgeschieden | 13   |
| Yūki Tanaka    | K1         | 91,78 s  | 20      | 101,90 s      | 14            | ausgeschieden | ausgeschieden | 14   |

Boater-Cross
| Frauen         |          |         |    |   |   |               |               |               |               |    |
| Haruka Okazaki | K1 Cross | 84,16 s | 36 | 4 | 3 | ausgeschieden | ausgeschieden | ausgeschieden | ausgeschieden | 37 |
| Aki Yazawa     | K1 Cross | 79,96 s | 31 | 3 | 3 | ausgeschieden | ausgeschieden | ausgeschieden | ausgeschieden | 36 |
| Männer         |          |         |    |   |   |               |               |               |               |    |
| Yūki Tanaka    | K1 Cross | 81,35 s | 34 | 2 | — | 3             | ausgeschieden | ausgeschieden | ausgeschieden | 20 |

### Leichtathletik
Laufen und Gehen 
Im März 2024 wurden sechs Athletinnen und Athleten für den Marathonlauf ernannt.
| Athleten                                                           | Wettbewerb          | Vorlauf      | Vorlauf | Hoffnungslauf | Hoffnungslauf | Halbfinale    | Halbfinale    | Finale        | Finale        | Rang          |
| Athleten                                                           | Wettbewerb          | Zeit         | Rang    | Zeit          | Rang          | Zeit          | Rang          | Zeit          | Rang          | Rang          |
| ------------------------------------------------------------------ | ------------------- | ------------ | ------- | ------------- | ------------- | ------------- | ------------- | ------------- | ------------- | ------------- |
| Frauen                                                             |                     |              |         |               |               |               |               |               |               |               |
| Yume Gotō                                                          | 1500 m              | 4:09,41 min  | 13      | 4:10,40 min   | 11            | ausgeschieden | ausgeschieden | ausgeschieden | ausgeschieden | ausgeschieden |
| Nozomi Tanaka                                                      | 1500 m              | 4:04,28 min  | 11      | ―             | ―             | 3:59,70 min   | 11            | ausgeschieden | ausgeschieden | ausgeschieden |
| Wakana Kabasawa                                                    | 5000 m              | 15:50,86 min | 19      | —             | —             | —             | —             | ausgeschieden | ausgeschieden | ausgeschieden |
| Nozomi Tanaka                                                      | 5000 m              | 15:00,62 min | 9       | —             | —             | —             | —             | ausgeschieden | ausgeschieden | ausgeschieden |
| Yuma Yamamoto                                                      | 5000 m              | 15:43,67 min | 17      | —             | —             | —             | —             | ausgeschieden | ausgeschieden | ausgeschieden |
| Rino Goshima                                                       | 10.000 m            | —            | —       | —             | —             | —             | —             | 31:29,48 min  | 18            | 18            |
| Haruka Kokai                                                       | 10.000 m            | —            | —       | —             | —             | —             | —             | 31:44,03 min  | 19            | 19            |
| Yuka Takashima                                                     | 10.000 m            | —            | —       | —             | —             | —             | —             | 31:52,07 min  | 22            | 22            |
| Mako Fukube                                                        | 100 m Hürden        | 12,85 s      | 4       | ―             | ―             | 12,89 s       | 5             | ausgeschieden | ausgeschieden | ausgeschieden |
| Yumi Tanaka                                                        | 100 m Hürden        | 12,90 s      | 5       | 12,89 s       | 2             | 12,91 s       | 7             | ausgeschieden | ausgeschieden | ausgeschieden |
| Mao Ichiyama                                                       | Marathon            | —            | —       | —             | —             | —             | —             | 2:34,13 h     | 51            | 51            |
| Ayuko Suzuki                                                       | Marathon            | —            | —       | —             | —             | —             | —             | 2:24,02 h     | 6             | 6             |
| Nanako Fujii                                                       | 20 km Gehen         | —            | —       | —             | —             | —             | —             | 1:34,26 h     | 32            | 32            |
| Kumiko Okada                                                       | 20 km Gehen         | —            | —       | —             | —             | —             | —             | DNS           | DNS           | DNS           |
| Ayane Yanai                                                        | 20 km Gehen         | —            | —       | —             | —             | —             | —             | DNS           | DNS           | DNS           |
| Männer                                                             |                     |              |         |               |               |               |               |               |               |               |
| Abdul Hakim Sani Brown                                             | 100 m               | 10,02 s      | 2       | —             | —             | 9,96 s        | 4             | ausgeschieden | ausgeschieden | ausgeschieden |
| Ryūichirō Sakai                                                    | 100 m               | 10,17 s      | 5       | —             | —             | ausgeschieden | ausgeschieden | ausgeschieden | ausgeschieden | ausgeschieden |
| Akihiro Higashida                                                  | 100 m               | 10,19 s      | 5       | —             | —             | ausgeschieden | ausgeschieden | ausgeschieden | ausgeschieden | ausgeschieden |
| Towa Uzawa                                                         | 200 m               | 20,33 s      | 3       | ―             | ―             | 20,54 s       | 6             | ausgeschieden | ausgeschieden | ausgeschieden |
| Koki Ueyama                                                        | 200 m               | 20,84 s      | 6       | 20,92 s       | 4             | ausgeschieden | ausgeschieden | ausgeschieden | ausgeschieden | ausgeschieden |
| Shōta Iizuka                                                       | 200 m               | 20,67 s      | 5       | 20,72 s       | 4             | ausgeschieden | ausgeschieden | ausgeschieden | ausgeschieden | ausgeschieden |
| Fuga Satō                                                          | 400 m               | 46,13 s      | 6       | DNS           | DNS           | ausgeschieden | ausgeschieden | ausgeschieden | ausgeschieden | ausgeschieden |
| Kentarō Satō                                                       | 400 m               | 45,60 s      | 5       | DNS           | DNS           | ausgeschieden | ausgeschieden | ausgeschieden | ausgeschieden | ausgeschieden |
| Yuki Joseph Nakajima                                               | 400 m               | 45,37 s      | 6       | DNS           | DNS           | ausgeschieden | ausgeschieden | ausgeschieden | ausgeschieden | ausgeschieden |
| Tomoki Ōta                                                         | 10.000 m            | —            | —       | —             | —             | —             | —             | 29:12,48 min  | 24            | 24            |
| Jun Kasai                                                          | 10.000 m            | —            | —       | —             | —             | —             | —             | 27:53,18 min  | 20            | 20            |
| Shunsuke Izumiya                                                   | 110 m Hürden        | 13,27 s      | 3       | ―             | ―             | 13,32 s       | 3             | ausgeschieden | ausgeschieden | ausgeschieden |
| Shunya Takayama                                                    | 110 m Hürden        | 13,46 s      | 4       | 13,45 s       | 3             | ausgeschieden | ausgeschieden | ausgeschieden | ausgeschieden | ausgeschieden |
| Rachid Muratake                                                    | 110 m Hürden        | 13,22 s      | 2       | ―             | ―             | 13,26 s       | 4             | 13,21 s       | 5             | 5             |
| Ken Toyoda                                                         | 400 m Hürden        | 53,62 s      | 6       | DNS           | DNS           | ausgeschieden | ausgeschieden | ausgeschieden | ausgeschieden | ausgeschieden |
| Daiki Ogawa                                                        | 400 m Hürden        | 50,21 s      | 6       | 49,25 s       | 5             | ausgeschieden | ausgeschieden | ausgeschieden | ausgeschieden | ausgeschieden |
| Kaito Tsutsue                                                      | 400 m Hürden        | 50,50 s      | 7       | DNS           | DNS           | ausgeschieden | ausgeschieden | ausgeschieden | ausgeschieden | ausgeschieden |
| Ryūji Miura                                                        | 3000 m Hindernis    | 8:12,41 min  | 4       | —             | —             | —             | —             | 8:11,72 min   | 8             | 8             |
| Ryōma Aoki                                                         | 3000 m Hindernis    | 8:29,03 min  | 8       | —             | —             | —             | —             | ausgeschieden | ausgeschieden | ausgeschieden |
| Naoki Koyama                                                       | Marathon            | —            | —       | —             | —             | —             | —             | 2:10,33 h     | 23            | 23            |
| Suguru Ōsako                                                       | Marathon            | —            | —       | —             | —             | —             | —             | 2:09,25 h     | 13            | 13            |
| Akira Akasaki                                                      | Marathon            | —            | —       | —             | —             | —             | —             | 2:07,32 h     | 6             | 6             |
| Yūta Koga                                                          | 20 km Gehen         | —            | —       | —             | —             | —             | —             | 1:19,50 h     | 8             | 8             |
| Kōki Ikeda                                                         | 20 km Gehen         | —            | —       | —             | —             | —             | —             | 1:19,41 h     | 7             | 7             |
| Ryū Hamanishi                                                      | 20 km Gehen         | —            | —       | —             | —             | —             | —             | 1:20,33 h     | 18            | 18            |
| Ryuichiro Sakai Koki Ueyama Abdul Hakim Sani Brown Yoshihide Kiryū | 4 × 100 m           | 38,06 s      | 4       | —             | —             | —             | —             | 37,78 s       | 5             | 5             |
| Kentarō Satō Kaitō Kawabata Fuga Satō Yuki Joseph Nakajima         | 4 × 400 m           | 2:59,48 min  | 4       | —             | —             | —             | —             | 2:58,33 min   | 6             | 6             |
| Mixed                                                              |                     |              |         |               |               |               |               |               |               |               |
| Kumiko Okada Masatora Kawano                                       | Gehen Mixed-Staffel | —            | —       | —             | —             | —             | —             | 2:55:40 h     | 8             | 8             |
| Eiki Takahashi Ayane Yanai                                         | Gehen Mixed-Staffel | —            | —       | —             | —             | —             | —             | 2:58:08 h     | 13            | 13            |

Springen und Werfen
| Athleten         | Wettbewerb | Qualifikation | Qualifikation | Finale        | Finale        | Rang |
| Athleten         | Wettbewerb | Weite/Höhe    | Rang          | Weite/Höhe    | Rang          | Rang |
| ---------------- | ---------- | ------------- | ------------- | ------------- | ------------- | ---- |
| Frauen           |            |               |               |               |               |      |
| Sumire Hata      | Weitsprung | 6,31 m        | 26            | ausgeschieden | ausgeschieden | 26   |
| Mariko Morimoto  | Dreisprung | 13,40 m       | 28            | ausgeschieden | ausgeschieden | 28   |
| Haruka Kitaguchi | Speerwurf  | 62,58 m       | 8             | 65,80 m       | 1             | Gold |
| Marina Saitō     | Speerwurf  | 59,42 m       | 22            | ausgeschieden | ausgeschieden | 22   |
| Momone Ueda      | Speerwurf  | 61,08 m       | 14            | 61,64 m       | 10            | 10   |
| Männer           |            |               |               |               |               |      |
| Ryōichi Akamatsu | Hochsprung | 2,27 m        | 4             | 2,31 m        | 5             | 5    |
| Tomohiro Shinno  | Hochsprung | 2,20 m        | 20            | ausgeschieden | ausgeschieden | 20   |
| Yūki Hashioka    | Weitsprung | 7,81 m        | 17            | ausgeschieden | ausgeschieden | 17   |
| Genki Dean       | Speerwurf  | 82,48 m       | 13            | ausgeschieden | ausgeschieden | 13   |

### Moderner Fünfkampf
Durch ihre Platzierung bei den Asienspielen 2023 konnten sich Uchida und Satō für die Olympischen Sommerspiele qualifizieren.
| Athleten      | Fechten | Fechten | Schwimmen   | Schwimmen | Reiten  | Reiten | Combined     | Combined | Punkte | Rang   |
| Athleten      | Bilanz  | Punkte  | Zeit        | Punkte    | Zeit    | Punkte | Zeit         | Punkte   | Punkte | Rang   |
| ------------- | ------- | ------- | ----------- | --------- | ------- | ------ | ------------ | -------- | ------ | ------ |
| Frauen        |         |         |             |           |         |        |              |          |        |        |
| Misaki Uchida | 15+0    | 200     | 2:08,56 min | 293       | 58,25 s | 293    | 12:10,13 min | 570      | 1356   | 23     |
| Männer        |         |         |             |           |         |        |              |          |        |        |
| Taishu Satō   | 21+1    | 232     | 2:04,21 min | 302       | 59,21 s | 300    | 9:52,85 min  | 708      | 1542   | Silber |

### Radsport

#### Bahn
| Athleten                                                       | Wettbewerb            | Rang | Details                                                                                          |
| -------------------------------------------------------------- | --------------------- | ---- | ------------------------------------------------------------------------------------------------ |
| Frauen                                                         |                       |      |                                                                                                  |
| Riyu Ohta                                                      | Sprint                | 20   |                                                                                                  |
| Riyu Ohta                                                      | Keirin                | 9    |                                                                                                  |
| Mina Satō                                                      | Sprint                | 10   |                                                                                                  |
| Mina Satō                                                      | Keirin                | 13   |                                                                                                  |
| Mizuki Ikeda Yūmi Kajihara Maho Kakita Tsuyaka Uchino          | Mannschaftsverfolgung | 10   | Qualifikation: 4:13,818 min                                                                      |
| Tsuyaka Uchino Maho Kakita                                     | Madison               | 12   | 1 Punkt                                                                                          |
| Yūmi Kajihara                                                  | Omnium                | 17   | Scratch: 10 Punkte Temporennen: 8 Punkte Ausscheidungsfahren: 1 Punkt Punktefahren: 25 Punkte    |
| Männer                                                         |                       |      |                                                                                                  |
| Yoshitaku Nagasako Kaiya Ōta Yūta Obara                        | Teamsprint            | 5    | Qualifikation: 42,174 s Erste Runde: 42,569 s Finale: 42,078 s                                   |
| Yūta Obara                                                     | Sprint                | 6    |                                                                                                  |
| Kaiya Ōta                                                      | Sprint                | 7    |                                                                                                  |
| Kaiya Ōta                                                      | Keirin                | DSQ  |                                                                                                  |
| Shinji Nakano                                                  | Keirin                | 4    |                                                                                                  |
| Eiya Hashimoto Shunsuke Imamura Kazushige Kuboki Shinji Nakano | Mannschaftsverfolgung | 10   | Qualifikation: 3:53,489 min                                                                      |
| Shunsuke Imamura Kazushige Kuboki                              | Madison               | 6    | 12 Punkte                                                                                        |
| Kazushige Kuboki                                               | Omnium                | 6    | Scratch: 32 Punkte Temporennen: 12 Punkte Ausscheidungsfahren: 22 Punkte Punktefahren: 47 Punkte |

#### Straße
Japan erhielt zwei Quotenplätze für die Rennen im Straßenradsport. Durch das Abschneiden im U23-Rennen bei den Mountainbike-Weltmeisterschaften 2023 qualifizierte sich Japan mit einer Athletin für das Cross-Country-Rennen.
| Athleten        | Wettbewerb    | Zeit      | Rang |
| --------------- | ------------- | --------- | ---- |
| Frauen          |               |           |      |
| Eri Yonamine    | Straßenrennen | 4:04:23 h | 26   |
| Männer          |               |           |      |
| Yukiya Arashiro | Straßenrennen | 6:28:31 h | 56   |

#### Mountainbike
| Athleten        | Wettbewerb    | Zeit | Rang |
| --------------- | ------------- | ---- | ---- |
| Frauen          |               |      |      |
| Urara Kawaguchi | Cross-Country | LAP  | 32   |

#### BMX-Rennsport
| Athleten       | Wettbewerb | Viertelfinale | Viertelfinale | Last Chance | Last Chance | Halbfinale | Halbfinale | Finale        | Finale        | Rang |
| Athleten       | Wettbewerb | Punkte        | Rang          | Zeit        | Rang        | Punkte     | Rang       | Punkte        | Rang          | Rang |
| -------------- | ---------- | ------------- | ------------- | ----------- | ----------- | ---------- | ---------- | ------------- | ------------- | ---- |
| Frauen         |            |               |               |             |             |            |            |               |               |      |
| Sae Hatakeyama | BMX-Rennen | 20            | 20            | 37,068 s    | 2           | 22         | 16         | ausgeschieden | ausgeschieden | 16   |

#### BMX-Freestyle
| Athleten      | Wettbewerb | Qualifikation | Qualifikation | Finale | Finale |
| Athleten      | Wettbewerb | Punkte        | Rang          | Punkte | Rang   |
| ------------- | ---------- | ------------- | ------------- | ------ | ------ |
| Männer        |            |               |               |        |        |
| Rimu Nakamura | Freestyle  | 87,03         | 6             | 90,89  | 5      |

### Reiten
Das japanischen Vielseitigkeitsteam erhielt einen Slot für die Olympischen Spiele, nachdem ein Pferd der chinesischen Mannschaft beim Qualifikationsturnier positiv auf eine verbotene Substanz getestet worden war, und so den zweiten Platz an Japan abgeben musste.

#### Springreiten
| Athleten                                                                                           | Wettbewerb | Strafpunkte   | Strafpunkte   | Strafpunkte   | Strafpunkte   | Strafpunkte   | Strafpunkte   | Rang |
| Athleten                                                                                           | Wettbewerb | Einzelwertung | Einzelwertung | Einzelwertung | Nationenpreis | Nationenpreis | Nationenpreis | Rang |
| Athleten                                                                                           | Wettbewerb | 1. Umlauf     | 2. Umlauf     | Stechen       | 1. Umlauf     | 2. Umlauf     | Stechen       | Rang |
| -------------------------------------------------------------------------------------------------- | ---------- | ------------- | ------------- | ------------- | ------------- | ------------- | ------------- | ---- |
| Takashi Haase Shibayama mit Karamell M&M                                                           | Einzel     | 0             | DNS           | DNS           | —             | —             | —             | ―    |
| Eiken Satō mit Chadellano                                                                          | Einzel     | DNS           | DNS           | DNS           | —             | —             | —             | ―    |
| Taizō Sugitani mit Quincy194                                                                       | Einzel     | 9             | ausgeschieden | ausgeschieden | —             | —             | —             | 54   |
| Takahashi Haase Shibayama mit Karamell M&M Eiken Satō mit Chadellano Taizō Sugitani mit Quincy 194 | Mannschaft | —             | —             | —             | 51            | ausgeschieden | —             | 16   |

#### Vielseitigkeitsreiten
| Athleten | Wettbewerb | Minuspunkte Dressur | Minuspunkte Gelände | Minuspunkte Springen | Minuspunkte Springen | Minuspunkte Gesamt | Rang          |
| --- | ---------- | ------------------- | ------------------- | -------------------- | -------------------- | ------------------ | ------------- |
| Kazuma Tomoto mit Vinci de la Vigne JRA | Einzel     | 27,40               | 0,00                | 0,00                 | 0,00                 | 27,40              | 5             |
| Yoshiaki Ōiwa mit MGH Grafton Street | Einzel     | 25,50               | 0,00                | 0,40                 | 4,40                 | 30,30              | 7             |
| Ryūzō Kitajima mit Cekatinka | Einzel     | 34,50               | 6,40                | ausgeschieden        | ausgeschieden        | ausgeschieden      | ausgeschieden |
| Kazuma Tomoto mit Vinci de la Vigne JRA Yoshiaki Ōiwa mit MGH Grafton Street Ryūzō Kitajima mit Cekatinka Toshiyuki Tanaka mit Jefferson (+ 20 Punkte) | Mannschaft | 87,40               | 6,40                | 2,00                 | —                    | 115,80             | Bronze        |

### Ringen
Sechs Ringerinnen und sieben Ringer aus Japan erzielten durch Qualifikationsturniere die Teilnahme an den Olympischen Spielen.

#### Freier Stil
Legende: G = Gewonnen, V = Verloren, S = Schultersieg
| Athleten        | Wettbewerb       | Achtelfinale        | Achtelfinale | Viertelfinale      | Viertelfinale | Halbfinale    | Halbfinale    | Hoffnungsrunde Halbfinale | Hoffnungsrunde Halbfinale | Hoffnungsrunde Finale | Hoffnungsrunde Finale | Finale        | Finale        | Rang   |
| Athleten        | Wettbewerb       | Gegner              | Ergebnis     | Gegner             | Ergebnis      | Gegner        | Ergebnis      | Gegner                    | Ergebnis                  | Gegner                | Ergebnis              | Gegner        | Ergebnis      | Rang   |
| --------------- | ---------------- | ------------------- | ------------ | ------------------ | ------------- | ------------- | ------------- | ------------------------- | ------------------------- | --------------------- | --------------------- | ------------- | ------------- | ------ |
| Frauen          |                  |                     |              |                    |               |               |               |                           |                           |                       |                       |               |               |        |
| Yui Susaki      | Klasse bis 50 kg | V. Phogat           | V 2:3        | ausgeschieden      | ausgeschieden | ausgeschieden | ausgeschieden | ausgeschieden             | ausgeschieden             | O. Liwatsch           | G 10:0                | ausgeschieden | ausgeschieden | Bronze |
| Akari Fujinami  | Klasse bis 53 kg | D. Parrish          | G 6:0        | B. Chulan          | G 8:2         | Pang Q.       | G 10:0        | ―                         | ―                         | ―                     | ―                     | L. Yépez      | G 10:0        | Gold   |
| Tsugumi Sakurai | Klasse bis 57 kg | H. Taylor           | G 6:1        | L. Valverde        | G 11:0        | H. Maroulis   | G 10:4        | ―                         | ―                         | ―                     | ―                     | A. Nichita    | G 6:0         | Gold   |
| Sakura Motoki   | Klasse bis 62 kg | K. Incze            | G 4:0        | A. Godinez         | G 11:0        | G. Bullen     | G 7:7         | ―                         | ―                         | ―                     | ―                     | I. Koljadenko | G 12:1        | Gold   |
| Nonoka Ozaki    | Klasse bis 68 kg | S. Caraballo        | G 10:0       | M. Dschumanasarowa | V 6:8         | ausgeschieden | ausgeschieden | E. Delgermaa              | G 6:0                     | B. Oborududu          | G 3:0                 | ausgeschieden | ausgeschieden | Bronze |
| Yūka Kagami     | Klasse bis 76 kg | G. Reasco           | G 2:0        | Y. Adar            | G 3:0         | T. Rentería   | G 4:2         | ―                         | ―                         | ―                     | ―                     | K. Blades     | G 3:1         | Gold   |
| Männer          |                  |                     |              |                    |               |               |               |                           |                           |                       |                       |               |               |        |
| Rei Higuchi     | Klasse bis 57 kg | A. Sarlak           | w.o.         | D. Cruz            | G 12:2        | A. Sehrawat   | G 10:0        | ―                         | ―                         | ―                     | ―                     | S. Lee        | G 4:2         | Gold   |
| Kotaro Kiyooka  | Klasse bis 65 kg | M. Saculțan         | G 10:0       | S. Rivera          | G 8:6         | T.-O. Tulga   | G 5:1         | ―                         | ―                         | ―                     | ―                     | R. Amouzad    | G 10:3        | Gold   |
| Daichi Takatani | Klasse bis 74 kg | G. Garzón Caballero | G 10:0       | C. Zabolow         | G 10:0        | K. Dake       | G 20:12       | ―                         | ―                         | ―                     | ―                     | R. Jamalov    | V 0:5         | Silber |
| Hayato Ishiguro | Klasse bis 86 kg | F. Benferdjallah    | G 11:0       | A. Brooks          | V 1:11        | ausgeschieden | ausgeschieden | ausgeschieden             | ausgeschieden             | ausgeschieden         | ausgeschieden         | ausgeschieden | ausgeschieden | 8      |

#### Griechisch-römischer Stil
Legende: G = Gewonnen, V = Verloren, S = Schultersieg
| Athleten          | Wettbewerb       | Achtelfinale | Achtelfinale | Viertelfinale  | Viertelfinale | Halbfinale         | Halbfinale    | Hoffnungsrunde Halbfinale | Hoffnungsrunde Halbfinale | Hoffnungsrunde Finale | Hoffnungsrunde Finale | Finale         | Finale        | Rang |
| Athleten          | Wettbewerb       | Gegner       | Ergebnis     | Gegner         | Ergebnis      | Gegner             | Ergebnis      | Gegner                    | Ergebnis                  | Gegner                | Ergebnis              | Gegner         | Ergebnis      | Rang |
| ----------------- | ---------------- | ------------ | ------------ | -------------- | ------------- | ------------------ | ------------- | ------------------------- | ------------------------- | --------------------- | --------------------- | -------------- | ------------- | ---- |
| Männer            |                  |              |              |                |               |                    |               |                           |                           |                       |                       |                |               |      |
| Ken’ichirō Fumita | Klasse bis 60 kg | K. de Armas  | G 11:1       | M. Mohsennejad | G 9:0         | D. Scharschenbekow | G 4:3         | ―                         | ―                         | ―                     | ―                     | Cao L.         | G 4:1         | Gold |
| Kyotaro Sogabe    | Klasse bis 67 kg | L. Orta      | V 0:8        | ausgeschieden  | ausgeschieden | ausgeschieden      | ausgeschieden | ausgeschieden             | ausgeschieden             | ausgeschieden         | ausgeschieden         | ausgeschieden  | ausgeschieden | 14   |
| Nao Kusaka        | Klasse bis 77 kg | A. Ouakali   | G 9:0        | A. Wardanjan   | G 12:2        | M. Amojan          | G 3:1         | ―                         | ―                         | ―                     | ―                     | D. Schadyrajew | G 5:2         | Gold |

### Rudern
Bei den Ruder-Weltmeisterschaften 2023 konnte ein Quotenplatz im Einer der Männer erreicht werden. Bei der asiatischen Qualifikationsregatta qualifizierte sich Japan in den beiden Wettbewerben im Leichtgewichts-Doppelzweier.
| Athleten                      | Wettbewerb                  | Vorlauf     | Vorlauf | Vorlauf       | Hoffnungslauf / Viertelfinale | Hoffnungslauf / Viertelfinale | Hoffnungslauf / Viertelfinale | Halbfinale  | Halbfinale | Halbfinale    | Finale      | Finale | Rang |
| Athleten                      | Wettbewerb                  | Zeit        | Rang    | Qualifikation | Zeit                          | Rang                          | Qualifikation                 | Zeit        | Rang       | Qualifikation | Zeit        | Rang   | Rang |
| ----------------------------- | --------------------------- | ----------- | ------- | ------------- | ----------------------------- | ----------------------------- | ----------------------------- | ----------- | ---------- | ------------- | ----------- | ------ | ---- |
| Frauen                        |                             |             |         |               |                               |                               |                               |             |            |               |             |        |      |
| Emi Hirouchi Ayami Ōishi      | Leichtgewichts-Doppelzweier | 7:39,17 min | 16      | Hoffnungslauf | 7:31,14 min                   | 8                             | C-Finale                      | ―           | ―          | ―             | 7:14,00 min | 3      | 13   |
| Männer                        |                             |             |         |               |                               |                               |                               |             |            |               |             |        |      |
| Ryūta Arakawa                 | Einer                       | 6:51,59 min | 4       | Viertelfinale | 6:54,17 min                   | 5                             | Halbfinale                    | 6:51,53 min | 9          | B-Finale      | 6:47,02 min | 3      | 10   |
| Naoki Furuta Masayuki Miyaura | Leichtgewichts-Doppelzweier | 6:52,58 min | 12      | Hoffnungslauf | 7:04,48 min                   | 9                             | C-Finale                      | ―           | ―          | ―             | 6:30,93 min | 2      | 13   |

### 7er-Rugby
Über die asiatischen Rugby-Qualifikationsspiele konnten sich beide japanische Teams für die Olympischen Sommerspiele qualifizieren.
| Wettbewerb         | Frauen | Männer |
| ------------------ | --- | --- |
| Athleten           | Hanako Utsumi Chiaki Saegusa Emi Tanaka Marin Kajiki Yume Hirano Chiharu Nakamura Wakaba Hara Arisa Nishi Mei Ōtani Rinka Matsuda Sakura Mizutani Honoka Tsutsumi | Taiga Ishida Kazuma Ueda Yu Okudaira Josua Kerevi Yoshiyuki Koga Kippei Taninaka Shotaro Tsuoka Yoshihiro Noguchi Moeki Fukushi Junya Matsumoto Kippei Ishida Takamasu Maruo |
| Trainer            | Takashi Suzuki | Simon Amor |
| Gruppenphase       | Vereinigte Staaten (7:36) Frankreich (0:49) Brasilien (39:12) | Neuseeland (12:40) Irland (5:40) Südafrika (5:49) |
| Viertelfinale      | ausgeschieden | ausgeschieden |
| Halbfinale         | ausgeschieden | ausgeschieden |
| Finale             | ausgeschieden | ausgeschieden |
| Platzierungsspiele | Südafrika (15:12) Brasilien (38:7) | Samoa (7:42) Uruguay (10:21) |
| Rang               | 9 | 12 |

### Schießen
Zwei japanische Schützen erhielten Quotenplätze für die Olympischen Spiele.
| Athleten                  | Wettbewerb                                 | Qualifikation   | Qualifikation | Finale          | Finale        |
| Athleten                  | Wettbewerb                                 | Ringe/ Scheiben | Rang          | Ringe/ Scheiben | Rang          |
| ------------------------- | ------------------------------------------ | --------------- | ------------- | --------------- | ------------- |
| Frauen                    |                                            |                 |               |                 |               |
| Misaki Nobata             | 10 m Luftgewehr                            | 629,9           | 12            | ausgeschieden   | ausgeschieden |
| Männer                    |                                            |                 |               |                 |               |
| Dai Yoshioka              | 25 m Schnellfeuerpistole                   | 572             | 28            | ausgeschieden   | ausgeschieden |
| Naoya Okada               | 10 m Luftgewehr                            | 626,8           | 31            | ausgeschieden   | ausgeschieden |
| Naoya Okada               | 50 m Kleinkalibergewehr Dreistellungskampf | 582             | 33            | ausgeschieden   | ausgeschieden |
| Mixed                     |                                            |                 |               |                 |               |
| Misaki Nobata Naoya Okada | 10 m Luftgewehr Mannschaft                 | 623,6           | 25            | ausgeschieden   | ausgeschieden |

### Schwimmen
| Athleten                                                             | Wettbewerb          | Vorlauf     | Vorlauf | Halbfinale    | Halbfinale    | Finale        | Finale        | Rang   |
| Athleten                                                             | Wettbewerb          | Zeit        | Rang    | Zeit          | Rang          | Zeit          | Rang          | Rang   |
| -------------------------------------------------------------------- | ------------------- | ----------- | ------- | ------------- | ------------- | ------------- | ------------- | ------ |
| Frauen                                                               |                     |             |         |               |               |               |               |        |
| Waka Kobori                                                          | 400 m Freistil      | 4:08,02 min | 11      | —             | —             | ausgeschieden | ausgeschieden | 11     |
| Reona Aoki                                                           | 100 m Brust         | 1:06,98 min | 19      | ausgeschieden | ausgeschieden | ausgeschieden | ausgeschieden | 19     |
| Satomi Suzuki                                                        | 100 m Brust         | 1:06,04 min | 4       | 1:06,90 min   | 12            | ausgeschieden | ausgeschieden | 12     |
| Satomi Suzuki                                                        | 200 m Brust         | 2:23,80 min | 4       | 2:23,54 min   | 8             | 2:22,54 min   | 4             | 4      |
| Rikako Ikee                                                          | 100 m Schmetterling | 57,82 s     | 14      | 57,79 s       | 12            | ausgeschieden | ausgeschieden | 12     |
| Mizuki Hirai                                                         | 100 m Schmetterling | 56,71 s     | 2       | 56,80 s       | 7             | 57,19 s       | 7             | 7      |
| Airi Mitsui                                                          | 200 m Schmetterling | 2:09,12 min | 9       | 2:08,71 min   | 11            | ausgeschieden | ausgeschieden | 11     |
| Hiroko Makino                                                        | 200 m Schmetterling | 2:10,79 min | 15      | 2:09,16 min   | 13            | ausgeschieden | ausgeschieden | 13     |
| Yui Ōhashi                                                           | 200 m Lagen         | 2:11,70 min | 14      | 2:10,94 min   | 12            | ausgeschieden | ausgeschieden | 12     |
| Shiho Matsumoto                                                      | 200 m Lagen         | 2:11,67 min | 13      | 2:11,85 min   | 14            | ausgeschieden | ausgeschieden | 14     |
| Mio Narita                                                           | 400 m Lagen         | 4:37,84 min | 5       | —             | —             | 4:38,83 min   | 6             | 6      |
| Ageha Tanigawa                                                       | 400 m Lagen         | 4:43,18 min | 13      | —             | —             | ausgeschieden | ausgeschieden | 13     |
| Nagisa Ikemoto Waka Kobori Hiroko Makino Rio Shirai                  | 4 × 200 m Freistil  | 7:59,10 min | 12      | —             | —             | ausgeschieden | ausgeschieden | 12     |
| Satomi Suzuki Mizuki Hirai Rikako Ikee Rio Shirai                    | 4 × 100 m Lagen     | 3:56,52 min | 5       | —             | —             | 3:56,17 min   | 5             | 5      |
| Airi Ebina                                                           | 10 km Freiwasser    | —           | —       | —             | —             | 2:06:17,70 h  | 13            | 13     |
| Männer                                                               |                     |             |         |               |               |               |               |        |
| Katsuhiro Matsumoto                                                  | 200 m Freistil      | 1:46,23 min | 7       | 1:45,88 min   | 8             | 1:46,26 min   | 8             | 8      |
| Riku Matsuyama                                                       | 100 m Rücken        | 54,71 s     | 30      | ausgeschieden | ausgeschieden | ausgeschieden | ausgeschieden | 30     |
| Hidekazu Takehara                                                    | 200 m Rücken        | 1:57,30 min | 8       | 1:58,03 min   | 15            | ausgeschieden | ausgeschieden | 15     |
| Taku Taniguchi                                                       | 100 m Brust         | 1:00,20 min | 19      | ausgeschieden | ausgeschieden | ausgeschieden | ausgeschieden | 19     |
| Yu Hanaguruma                                                        | 200 m Brust         | 2:10,35 min | 8       | 2:09,72 min   | 7             | 2:08,79 min   | 5             | 5      |
| Ippei Watanabe                                                       | 200 m Brust         | 2:09,86 min | 5       | 2:09,62 min   | 5             | 2:08,83 min   | 6             | 6      |
| Katsuhiro Matsumoto                                                  | 100 m Schmetterling | 51,43 s     | 13      | 51,69 s       | 15            | ausgeschieden | ausgeschieden | 15     |
| Naoki Mizunuma                                                       | 100 m Schmetterling | 51,62 s     | 16      | 51,08 s       | 8             | 51,11 s       | 8             | 8      |
| Tomoru Honda                                                         | 200 m Schmetterling | 1:57,30 min | 22      | ausgeschieden | ausgeschieden | ausgeschieden | ausgeschieden | 22     |
| Genki Terakado                                                       | 200 m Schmetterling | 1:55,82 min | 13      | 1:56,21 min   | 15            | ausgeschieden | ausgeschieden | 15     |
| Daiya Seto                                                           | 200 m Lagen         | 1:57,48 min | 1       | 1:56,59 min   | 5             | 1:57,21 min   | 7             | 7      |
| Tomoyuki Matsushita                                                  | 400 m Lagen         | 4:11,18 min | 5       | —             | —             | 4:08,62 min   | 2             | Silber |
| Daiya Seto                                                           | 400 m Lagen         | 4:10,92 min | 3       | —             | —             | 4:11,78 min   | 7             | 7      |
| Tatsuya Murasa Katsuhiro Matsumoto Hidenari Mano Konosuke Yanagimoto | 4 × 200 m Freistil  | 7:08,43 min | 8       | —             | —             | 7:07,48 min   | 7             | 7      |
| Riku Matsuyama Taku Taniguchi Naoki Mizunuma Katsuhiro Matsumoto     | 4 × 100 m Lagen     | 3:34,84 min | 14      | —             | —             | ausgeschieden | ausgeschieden | 14     |
| Taishin Minamide                                                     | 10 km Freiwasser    | —           | —       | —             | —             | 1:56:57,30 h  | 15            | 15     |
| Mixed                                                                |                     |             |         |               |               |               |               |        |
| Riku Matsuyama Taku Taniguchi Mizuki Hirai Rikako Ikee               | 4 × 100 m Lagen     | 3:44,25 min | 8       | —             | —             | 3:45,17 min   | 8             | 8      |

### Segeln
Durch ihre Leistung bei den Segel-Weltmeisterschaften 2023 konnten sich Okada, Yoshioka, Isozaki und Seki für den Wettbewerb 470er Mixed bei den Olympischen Spielen qualifizieren. Bei der Last Chance Regatta konnten Startplätze in drei weiteren Bootsklassen erreicht werden.
| Athleten                     | Wettbewerb | Qualifikation | Qualifikation | Medal Race    | Medal Race    | Punkte | Rang   |
| Athleten                     | Wettbewerb | Punkte        | Rang          | Punkte        | Rang          | Punkte | Rang   |
| ---------------------------- | ---------- | ------------- | ------------- | ------------- | ------------- | ------ | ------ |
| Frauen                       |            |               |               |               |               |        |        |
| Sera Nagamatsu Misaki Tanaka | 49erFX     | 130           | 17            | ausgeschieden | ausgeschieden | 130    | 17     |
| Männer                       |            |               |               |               |               |        |        |
| Makoto Tomizawa              | iQFoiL     | 149           | 18            | ausgeschieden | ausgeschieden | 149    | 18     |
| Mixed                        |            |               |               |               |               |        |        |
| Miho Yoshioka Keiju Okada    | 470er      | 35            | 3             | 6             | 3             | 41     | Silber |
| Shibuki Iitsuka Oura Nishida | Nacra 17   | 160           | 17            | ausgeschieden | ausgeschieden | 160    | 17     |

### Skateboard
Über die olympische Qualifikationsrangliste, die auf den Ergebnissen vom 22. Juni 2022 bis zum 23. Juni 2024 basierte, konnten sich sechs japanische Skateboarderinnen und vier Skateboarder für die Olympischen Sommerspiele qualifizieren.
| Athleten        | Wettbewerb | Qualifikation | Qualifikation | Finale        | Finale        | Rang   |
| Athleten        | Wettbewerb | Punkte        | Rang          | Punkte        | Rang          | Rang   |
| --------------- | ---------- | ------------- | ------------- | ------------- | ------------- | ------ |
| Frauen          |            |               |               |               |               |        |
| Kokona Hiraki   | Park       | 88,07         | 1             | 92,63         | 2             | Silber |
| Sakura Yosozumi | Park       | 79,70         | 10            | ausgeschieden | ausgeschieden | 10     |
| Hinano Kusaki   | Park       | 85,11         | 3             | 69,76         | 8             | 8      |
| Coco Yoshizawa  | Street     | 258,92        | 1             | 272,75        | 1             | Gold   |
| Liz Akama       | Street     | 257,99        | 2             | 265,95        | 2             | Silber |
| Funa Nakayama   | Street     | 245,52        | 5             | 79,77         | 7             | 7      |
| Männer          |            |               |               |               |               |        |
| Yuro Nagahara   | Park       | 81,38         | 15            | ausgeschieden | ausgeschieden | 15     |
| Ginwoo Onodera  | Street     | 177,08        | 14            | ausgeschieden | ausgeschieden | 14     |
| Sora Shirai     | Street     | 270,42        | 3             | 278,12        | 4             | 4      |
| Yūto Horigome   | Street     | 270,18        | 4             | 281,14        | 1             | Gold   |

### Sportklettern
Mori konnte sich durch den dritten Platz bei den Sportkletter-Weltmeisterschaften 2023 für Paris qualifizieren. Anraku und Narasaki qualifizierten sich Ende 2023. Miho Nonaka gelang die Qualifikation über die olympische Qualifikationsserie.
Kombination
| Athleten       | Qualifikation | Qualifikation | Qualifikation | Qualifikation | Qualifikation | Qualifikation | Finale        | Finale        | Finale        | Finale        | Finale        | Rang   |
| Athleten       | Bouldern      | Bouldern      | Lead          | Lead          | Ergebnis      | Rang          | Bouldern      | Bouldern      | Lead          | Lead          | Ergebnis      | Rang   |
| Athleten       | Ergebnis      | Rang          | Griffe        | Rang          | Ergebnis      | Rang          | Ergebnis      | Rang          | Griffe        | Rang          | Ergebnis      | Rang   |
| -------------- | ------------- | ------------- | ------------- | ------------- | ------------- | ------------- | ------------- | ------------- | ------------- | ------------- | ------------- | ------ |
| Frauen         |               |               |               |               |               |               |               |               |               |               |               |        |
| Ai Mori        | 54,0          | 11            | 96,1          | 1             | 150,1         | 4             | 39,0          | 7             | 96,1          | 1             | 135,1         | 4      |
| Miho Nonaka    | 64,4          | 7             | 51,1          | 10            | 115,5         | 9             | ausgeschieden | ausgeschieden | ausgeschieden | ausgeschieden | ausgeschieden | 9      |
| Männer         |               |               |               |               |               |               |               |               |               |               |               |        |
| Sorato Anraku  | 69,0          | 1             | 68,4          | 4             | 137,0         | 1             | 69,3          | 1             | 76,1          | 5             | 145,4         | Silber |
| Tomoa Narasaki | 54,4          | 2             | 12,1          | 14            | 66,5          | 10            | ausgeschieden | ausgeschieden | ausgeschieden | ausgeschieden | ausgeschieden | 10     |

### Surfen
Durch den Erfolg bei den ISA World Surfing Games 2023 errang Japan vier Slots beim Surfen. Da Igarashi auch 2022 bei den World Surfing Games Gold gewonnen hatte, konnte noch ein dritter Surfer das Team vervollständigen.
| Athleten       | Wettbewerb | 1. Runde | 1. Runde | 2. Runde      | 2. Runde   | 3. Runde     | 3. Runde    | Viertelfinale | Viertelfinale | Halbfinale    | Halbfinale    | Finale / Platz 3 | Finale / Platz 3 | Rang |
| Athleten       | Wettbewerb | Punkte   | Rang     | Gegner        | Ergebnis   | Gegner       | Ergebnis    | Gegner        | Ergebnis      | Gegner        | Ergebnis      | Gegner           | Ergebnis         | Rang |
| -------------- | ---------- | -------- | -------- | ------------- | ---------- | ------------ | ----------- | ------------- | ------------- | ------------- | ------------- | ---------------- | ---------------- | ---- |
| Frauen         |            |          |          |               |            |              |             |               |               |               |               |                  |                  |      |
| Shino Matsuda  | Shortboard | 11,16    | 2        | T. Bonvalot   | 9,77:6,84  | N. Erostarbe | 5,84:8,34   | ausgeschieden | ausgeschieden | ausgeschieden | ausgeschieden | ausgeschieden    | ausgeschieden    | 9    |
| Männer         |            |          |          |               |            |              |             |               |               |               |               |                  |                  |      |
| Kanoa Igarashi | Shortboard | 4,17     | 3        | L. Fioravanti | 13,87:7,00 | G. Medina    | 7,04:17,40  | ausgeschieden | ausgeschieden | ausgeschieden | ausgeschieden | ausgeschieden    | ausgeschieden    | 9    |
| Reo Inaba      | Shortboard | 12,76    | 1        | Freilos       | Freilos    | F. Toledo    | 6,00:2,46   | A. Correa     | 10,16:10,50   | ausgeschieden | ausgeschieden | ausgeschieden    | ausgeschieden    | 5    |
| Connor O’Leary | Shortboard | 9,93     | 2        | T. Elter      | 14,50:6,07 | E. Ewing     | 11,00:14,17 | ausgeschieden | ausgeschieden | ausgeschieden | ausgeschieden | ausgeschieden    | ausgeschieden    | 9    |

### Synchronschwimmen
Nach den Schwimmweltmeisterschaften 2024 entsendete Japan ein Duett und ein Team im Wettbewerb Synchronschwimmen.
| Athletinnen                                                                                         | Wettbewerb | Technische Kür | Technische Kür | Freie Kür | Freie Kür | Akrobatische Kür | Akrobatische Kür | Gesamt   | Gesamt |
| Athletinnen                                                                                         | Wettbewerb | Punkte         | Rang           | Punkte    | Rang      | Punkte           | Rang             | Punkte   | Rang   |
| --------------------------------------------------------------------------------------------------- | ---------- | -------------- | -------------- | --------- | --------- | ---------------- | ---------------- | -------- | ------ |
| Frauen                                                                                              |            |                |                |           |           |                  |                  |          |        |
| Moe Higa Mashiro Yasunaga                                                                           | Duett      | 257,3533       | 6              | 249,7271  | 10        | —                | —                | 507,0804 | 8      |
| Moe Higa Moeka Kijima Uta Kobayashi Ayano Shimada Ami Wada Tomoko Satō Mashiro Yasunaga Moe Yoshida | Gruppe     | 284,9017       | 3              | 343,0291  | 6         | 252,7533         | 7                | 880,6841 | 5      |

### Tennis
Über die ATP- und WTA-Ranglisten qualifizierten sich sechs japanische Tennisspieler für die in Stade Roland Garros ausgetragenen Wettbewerbe.
| Athleten                    | Wettbewerb | 1. Runde                | 1. Runde          | 2. Runde      | 2. Runde      | Achtelfinale                  | Achtelfinale     | Viertelfinale            | Viertelfinale | Halbfinale    | Halbfinale    | Finale / Platz 3 | Finale / Platz 3 | Rang |
| Athleten                    | Wettbewerb | Gegner                  | Ergebnis          | Gegner        | Ergebnis      | Gegner                        | Ergebnis         | Gegner                   | Ergebnis      | Gegner        | Ergebnis      | Gegner           | Ergebnis         | Rang |
| --------------------------- | ---------- | ----------------------- | ----------------- | ------------- | ------------- | ----------------------------- | ---------------- | ------------------------ | ------------- | ------------- | ------------- | ---------------- | ---------------- | ---- |
| Frauen                      |            |                         |                   |               |               |                               |                  |                          |               |               |               |                  |                  |      |
| Naomi Ōsaka                 | Einzel     | A. Kerber               | 5:7, 3:6          | ausgeschieden | ausgeschieden | ausgeschieden                 | ausgeschieden    | ausgeschieden            | ausgeschieden | ausgeschieden | ausgeschieden | ausgeschieden    | ausgeschieden    | 33   |
| Moyuka Uchijima             | Einzel     | E. Switolina            | 2:6, 1:6          | ausgeschieden | ausgeschieden | ausgeschieden                 | ausgeschieden    | ausgeschieden            | ausgeschieden | ausgeschieden | ausgeschieden | ausgeschieden    | ausgeschieden    | 33   |
| Shūko Aoyama Ena Shibahara  | Doppel     | A. Bogdan / J. Cristian | 6:2, 6:3          | —             | —             | B. Krejčíková / K. Siniaková  | 5:7, 4:6         | ausgeschieden            | ausgeschieden | ausgeschieden | ausgeschieden | ausgeschieden    | ausgeschieden    | 9    |
| Männer                      |            |                         |                   |               |               |                               |                  |                          |               |               |               |                  |                  |      |
| Kei Nishikori               | Einzel     | J. Draper               | 1:6, 4:6          | ausgeschieden | ausgeschieden | ausgeschieden                 | ausgeschieden    | ausgeschieden            | ausgeschieden | ausgeschieden | ausgeschieden | ausgeschieden    | ausgeschieden    | 33   |
| Taro Daniel                 | Einzel     | C. Ruud                 | 5:7, 1:6          | ausgeschieden | ausgeschieden | ausgeschieden                 | ausgeschieden    | ausgeschieden            | ausgeschieden | ausgeschieden | ausgeschieden | ausgeschieden    | ausgeschieden    | 33   |
| Taro Daniel Kei Nishikori   | Doppel     | D. Evans / A. Murray    | 6:2, 6:75, [9:11] | —             | —             | ausgeschieden                 | ausgeschieden    | ausgeschieden            | ausgeschieden | ausgeschieden | ausgeschieden | ausgeschieden    | ausgeschieden    | 17   |
| Mixed                       |            |                         |                   |               |               |                               |                  |                          |               |               |               |                  |                  |      |
| Ena Shibahara Kei Nishikori | Mixed      | —                       | —                 | —             | —             | C. Garcia / É. Roger-Vasselin | 6:4, 3:6, [10:7] | K. Siniaková / T. Macháč | 5:7, 2:6      | ausgeschieden | ausgeschieden | ausgeschieden    | ausgeschieden    | 9    |

### Tischtennis
Durch Qualifikationsturniere konnten sich drei Tischtennisspielerinnen und drei Tischtennisspieler aus Japan einen Platz bei den Olympischen Spielen erkämpfen.
| Athleten                                           | Wettbewerb | 1. Runde | 1. Runde | 2. Runde     | 2. Runde | 3. Runde   | 3. Runde | Achtelfinale         | Achtelfinale | Viertelfinale     | Viertelfinale | Halbfinale    | Halbfinale    | Finale / Platz 3 | Finale / Platz 3 | Rang   |
| Athleten                                           | Wettbewerb | Gegner   | Erg.     | Gegner       | Erg.     | Gegner     | Erg.     | Gegner               | Erg.         | Gegner            | Erg.          | Gegner        | Erg.          | Gegner           | Erg.             | Rang   |
| -------------------------------------------------- | ---------- | -------- | -------- | ------------ | -------- | ---------- | -------- | -------------------- | ------------ | ----------------- | ------------- | ------------- | ------------- | ---------------- | ---------------- | ------ |
| Frauen                                             |            |          |          |              |          |            |          |                      |              |                   |               |               |               |                  |                  |        |
| Hina Hayata                                        | Einzel     | Freilos  | Freilos  | D. Vivarelli | 4:0      | D. Meshref | 4:0      | Jia N. Y.            | 4:0          | Pyon S.-g.        | 4:3           | Sun Y.        | 0:4           | Shin Y.-b.       | 4:2              | Bronze |
| Miu Hirano                                         | Einzel     | Freilos  | Freilos  | G. Piccolin  | 4:0      | Zhu C.     | 4:0      | M. Batra             | 4:1          | Shin Y.-b.        | 3:4           | ausgeschieden | ausgeschieden | ausgeschieden    | ausgeschieden    | 5      |
| Hina Hayata Miu Hirano Miwa Harimoto               | Mannschaft | —        | —        | —            | —        | —          | —        | Polen                | 3:0          | Thailand          | 3:0           | Deutschland   | 3:1           | China            | 0:3              | Silber |
| Männer                                             |            |          |          |              |          |            |          |                      |              |                   |               |               |               |                  |                  |        |
| Tomokazu Harimoto                                  | Einzel     | Freilos  | Freilos  | M. Allegro   | 4:0      | N. Alamian | 4:2      | A. Lind              | 4:1          | Fan Z.            | 3:4           | ausgeschieden | ausgeschieden | ausgeschieden    | ausgeschieden    | 5      |
| Shunsuke Togami                                    | Einzel     | Freilos  | Freilos  | E. Wang      | 4:0      | D. Kožul   | 4:2      | Jang W.-j.           | 0:4          | ausgeschieden     | ausgeschieden | ausgeschieden | ausgeschieden | ausgeschieden    | ausgeschieden    | 9      |
| Tomokazu Harimoto Shunsuke Togami Hiroto Shinozuka | Mannschaft | —        | —        | —            | —        | —          | —        | Australien           | 3:0          | Chinesisch Taipeh | 3:1           | Schweden      | 2:3           | Frankreich       | 2:3              | 4      |
| Mixed                                              |            |          |          |              |          |            |          |                      |              |                   |               |               |               |                  |                  |        |
| Hina Hayata Tomokazu Harimoto                      | Doppel     | —        | —        | —            | —        | —          | —        | Ri J.-s. / Kim K.-y. | 1:4          | ausgeschieden     | ausgeschieden | ausgeschieden | ausgeschieden | ausgeschieden    | ausgeschieden    | 9      |

### Triathlon
Über die Einzel-Qualifikationsrangliste erhielt Japan einen Startplatz bei den Frauen und zwei Startplätze bei den Männern.
| Athleten       | Wettbewerb | Zeit      | Rang |
| -------------- | ---------- | --------- | ---- |
| Frauen         |            |           |      |
| Yūko Takahashi | Einzel     | 2:02:42 h | 40   |
| Männer         |            |           |      |
| Kenji Nener    | Einzel     | 1:45:02 h | 15   |
| Makoto Odakura | Einzel     | 1:50:15 h | 41   |

### Turnen

#### Gerätturnen
Im März 2024 hatten sich die beiden japanischen Turnmannschaften für den Mannschaftswettbewerb bei den Olympischen Spielen 2024 qualifiziert. Die ursprünglich zum Kader gehörende Shōko Miyata erhielt kurz vor den Spielen eine Sperre, da sie beim Rauchen gesehen wurde.
| Athleten                                                                  | Wettbewerb           | Qualifikation | Qualifikation | Finale        | Finale        | Rang          |
| Athleten                                                                  | Wettbewerb           | Punkte        | Rang          | Punkte        | Rang          | Rang          |
| ------------------------------------------------------------------------- | -------------------- | ------------- | ------------- | ------------- | ------------- | ------------- |
| Frauen                                                                    |                      |               |               |               |               |               |
| Rina Kishi                                                                | Boden                | 13,600        | 8             | 13,166        | 7             | 7             |
| Rina Kishi                                                                | Schwebebalken        | 13,500        | 20            | ausgeschieden | ausgeschieden | ausgeschieden |
| Rina Kishi                                                                | Stufenbarren         | 13,566        | 30            | ausgeschieden | ausgeschieden | ausgeschieden |
| Rina Kishi                                                                | Mehrkampf Einzel     | 54,699        | 10            | 53,965        | 11            | 11            |
| Haruka Nakamura                                                           | Boden                | 13,266        | 17            | ausgeschieden | ausgeschieden | ausgeschieden |
| Haruka Nakamura                                                           | Schwebebalken        | 13,600        | 14            | ausgeschieden | ausgeschieden | ausgeschieden |
| Haruka Nakamura                                                           | Stufenbarren         | 13,600        | 29            | ausgeschieden | ausgeschieden | ausgeschieden |
| Haruka Nakamura                                                           | Mehrkampf Einzel     | 53,532        | 17            | 53,099        | 15            | 15            |
| Kohane Ushioka                                                            | Boden                | 12,566        | 46            | ausgeschieden | ausgeschieden | ausgeschieden |
| Kohane Ushioka                                                            | Schwebebalken        | 12,866        | 40            | ausgeschieden | ausgeschieden | ausgeschieden |
| Kohane Ushioka                                                            | Stufenbarren         | 12,833        | 49            | ausgeschieden | ausgeschieden | ausgeschieden |
| Kohane Ushioka                                                            | Mehrkampf Einzel     | 52,131        | 27            | ausgeschieden | ausgeschieden | ausgeschieden |
| Mana Okamura                                                              | Boden                | 13,200        | 19            | ausgeschieden | ausgeschieden | ausgeschieden |
| Mana Okamura                                                              | Schwebebalken        | 13,633        | 13            | ausgeschieden | ausgeschieden | ausgeschieden |
| Mana Okamura                                                              | Stufenbarren         | 13,266        | 37            | ausgeschieden | ausgeschieden | ausgeschieden |
| Mana Okamura                                                              | Mehrkampf Einzel     | 53,132        | 19            | ausgeschieden | ausgeschieden | ausgeschieden |
| Rina Kishi Haruka Nakamura Mana Okamura Kohane Ushioka                    | Mehrkampf Mannschaft | 162,196       | 5             | 159,463       | 8             | 8             |
| Männer                                                                    |                      |               |               |               |               |               |
| Daiki Hashimoto                                                           | Barren               | 14,833        | 11            | ausgeschieden | ausgeschieden | ausgeschieden |
| Daiki Hashimoto                                                           | Boden                | 13,733        | 30            | ausgeschieden | ausgeschieden | ausgeschieden |
| Daiki Hashimoto                                                           | Pauschenpferd        | 14,466        | 12            | ausgeschieden | ausgeschieden | ausgeschieden |
| Daiki Hashimoto                                                           | Reck                 | 13,733        | 20            | ausgeschieden | ausgeschieden | ausgeschieden |
| Daiki Hashimoto                                                           | Ringe                | 13,733        | 21            | ausgeschieden | ausgeschieden | ausgeschieden |
| Daiki Hashimoto                                                           | Mehrkampf Einzel     | 85,064        | 3             | 84,598        | 6             | 6             |
| Kazuma Kaya                                                               | Barren               | 14,933        | 9             | ausgeschieden | ausgeschieden | ausgeschieden |
| Kazuma Kaya                                                               | Boden                | 14,100        | 15            | ausgeschieden | ausgeschieden | ausgeschieden |
| Kazuma Kaya                                                               | Pauschenpferd        | 14,266        | 17            | ausgeschieden | ausgeschieden | ausgeschieden |
| Kazuma Kaya                                                               | Reck                 | 13,966        | 16            | ausgeschieden | ausgeschieden | ausgeschieden |
| Kazuma Kaya                                                               | Ringe                | 14,066        | 16            | ausgeschieden | ausgeschieden | ausgeschieden |
| Takaaki Sugino                                                            | Pauschenpferd        | 15,033        | 4             | 14,933        | 6             | 6             |
| Takaaki Sugino                                                            | Reck                 | 14,733        | 3             | 11,633        | 7             | 7             |
| Wataru Tanigawa                                                           | Barren               | 15,000        | 8             | 14,133        | 6             | 6             |
| Wataru Tanigawa                                                           | Boden                | 13,433        | 44            | ausgeschieden | ausgeschieden | ausgeschieden |
| Wataru Tanigawa                                                           | Ringe                | 14,466        | 12            | ausgeschieden | ausgeschieden | ausgeschieden |
| Wataru Tanigawa                                                           | Sprung               | 14,200        | 12            | ausgeschieden | ausgeschieden | ausgeschieden |
| Shinnosuke Oka                                                            | Barren               | 15,300        | 3             | 15,300        | 3             | Bronze        |
| Shinnosuke Oka                                                            | Boden                | 14,333        | 9             | ausgeschieden | ausgeschieden | ausgeschieden |
| Shinnosuke Oka                                                            | Pauschenpferd        | 14,466        | 11            | ausgeschieden | ausgeschieden | ausgeschieden |
| Shinnosuke Oka                                                            | Reck                 | 14,533        | 5             | 14,533        | 1             | Gold          |
| Shinnosuke Oka                                                            | Ringe                | 14,000        | 17            | ausgeschieden | ausgeschieden | ausgeschieden |
| Shinnosuke Oka                                                            | Mehrkampf Einzel     | 86,865        | 2             | 86,832        | 1             | Gold          |
| Daiki Hashimoto Kazuma Kaya Shinnosuke Oka Takaaki Sugino Wataru Tanigawa | Mehrkampf Mannschaft | 260,594       | 2             | 259,594       | 1             | Gold          |

#### Trampolinturnen
Die Bronzemedaille von Ryūsei Nishioka bei den Trampolin-Weltmeisterschaften 2023 sicherte Japan einen Platz im Einzel-Wettbewerb der Männer bei den Olympischen Spielen. Nach den World Cup Turnieren konnte sich auch Hikaru Mori für die Spiele qualifizieren.
| Athleten        | Wettbewerb | Qualifikation | Qualifikation | Finale        | Finale        | Rang |
| Athleten        | Wettbewerb | Punkte        | Rang          | Punkte        | Rang          | Rang |
| --------------- | ---------- | ------------- | ------------- | ------------- | ------------- | ---- |
| Männer          |            |               |               |               |               |      |
| Ryūsei Nishioka | Einzel     | 35,750        | 16            | ausgeschieden | ausgeschieden | 16   |
| Frauen          |            |               |               |               |               |      |
| Hikaru Mori     | Einzel     | 55,150        | 6             | 54,740        | 6             | 6    |

### Volleyball
Durch den Sieg bei einem Qualifikationsturnier für die Olympischen Sommerspiele sicherte sich die japanische Volleyballnationalmannschaft der Männer im Herbst 2023 ihre Teilnahme in Paris. Die Frauen qualifizierten sich über die Weltrangliste.
| Wettbewerb      | Frauen | Männer |
| --------------- | --- | --- |
| Athleten        | Koyumi Iwasaki Sarina Koga Nanami Seki Mayu Ishikawa Manami Kojima Arisa Inoue Nichika Yamada Satomi Fukudome Ayaka Araki Ari Miyabe Kotona Hayashi Yukiko Wada | Kento Miyaura Taishi Ōnodera Akihiro Fukatsu Akihiro Yamauchi Yūji Nishida Masahiro Sekita Yūki Ishikawa Kai Masato Kentaro Takahashi Tatsunori Ōtsuka Tomohiro Yamamoto Ran Takahashi |
| P-Akkreditierte | Akane Moriya | Shoma Tomita |
| Trainer         | Masayoshi Manabe | Philippe Blain |
| Gruppenphase    | Polen 1:3 (25:20, 22:25, 23:25, 26:28) Brasilien 0:3 (20:25, 17:25, 18:25) Kenia 3:0 (25:17,25:22,25:12)                                                        | Deutschland 2:3 (17:25, 25:23, 25:20, 28:30, 12:15) Argentinien 3:1 (25:16, 25:22, 18:25, 25:23) Vereinigte Staaten 1:3 (16:25, 18:25, 25:18, 19:25)                                   |
| Viertelfinale   | ausgeschieden | Italien 2:3 (25:20, 25:23, 25:27, 24:26, 15:17) |
| Halbfinale      | ausgeschieden | ausgeschieden |
| Finale          | ausgeschieden | ausgeschieden |
| Rang            | 9 | 7 |

### Wasserball
Die japanische Wasserballmannschaft der Männer konnte sich durch den ersten Platz in den Asienspiele 2023 für Paris qualifizieren.
| Wettbewerb    | Männer |
| ------------- | --- |
| Athleten      | Katsuyuki Tanamura Seiya Adachi Taiyō Watanabe Daichi Ogihara Kai Inoue Tōi Suzuki Yūsuke Inaba Mitsuru Takata Kiyomu Date Nitta Ikkai Keigo Ōkawa Kenta Araki Towa Nishimura |
| Trainer       | Yoshinori Shiota |
| Gruppenphase  | Serbien (15:16) Frankreich (13:14) Ungarn (10:17) Spanien (8:23) Australien (14:13)                                                                                           |
| Viertelfinale | ausgeschieden |
| Halbfinale    | ausgeschieden |
| Finale        | ausgeschieden |
| Rang          | 11 |

### Wasserspringen
Für den Wettkampf des Wasserspringens konnten sich drei Athletinnen und zwei Athleten aus Japan qualifizieren.
| Athleten       | Wettbewerb        | Vorkampf | Vorkampf | Halbfinale    | Halbfinale    | Finale        | Finale        | Rang   |
| Athleten       | Wettbewerb        | Punkte   | Rang     | Punkte        | Rang          | Punkte        | Rang          | Rang   |
| -------------- | ----------------- | -------- | -------- | ------------- | ------------- | ------------- | ------------- | ------ |
| Frauen         |                   |          |          |               |               |               |               |        |
| Sayaka Mikami  | Kunstspringen 3 m | 258,35   | 21       | ausgeschieden | ausgeschieden | ausgeschieden | ausgeschieden | 21     |
| Haruka Enomoto | Kunstspringen 3 m | 299,10   | 6        | 244,20        | 18            | ausgeschieden | ausgeschieden | 18     |
| Matsuri Arai   | Turmspringen 10 m | 280,65   | 16       | 300,50        | 8             | 314,45        | 9             | 9      |
| Männer         |                   |          |          |               |               |               |               |        |
| Sho Sakai      | Kunstspringen 3 m | 389,15   | 11       | 410,15        | 14            | ausgeschieden | ausgeschieden | 14     |
| Rikuto Tamai   | Turmspringen 10 m | 497,15   | 2        | 477,00        | 3             | 507,65        | 2             | Silber |